# MiG-23
MiG-23 (v kódu NATO: „Flogger“) je sovětský proudový stíhací letoun s měnitelnou geometrií křídel. Spolu s podobně starým strojem MiG-25 „Foxbat“ byl zamýšlen jako třetí generace sovětských stíhacích letounů. Letoun byl i prvním sovětským letounem se schopností „look-down/shoot-down“ (možnost útočit z výšky na cíle proti pozadí země) a jeden z prvních se schopností vzdušného boje za hranicí viditelnosti. Výroba se rozeběhla v roce 1970 a bylo vyrobeno více než 5000 letounů, tím se stal nejvíce vyráběným stíhačem s měnitelnou geometrií na světě. Dnes MiG-23 nadále zůstává v některých zemích ve službě.
Letoun také posloužil jako základ pro MiG-27 - bitevní variantu. Významným rozdílem u MiGu-27 byla výměna radarového systému v nose letadla za TV kameru s laserovým dálkoměrem a značkovačem cílů.

## Vývoj

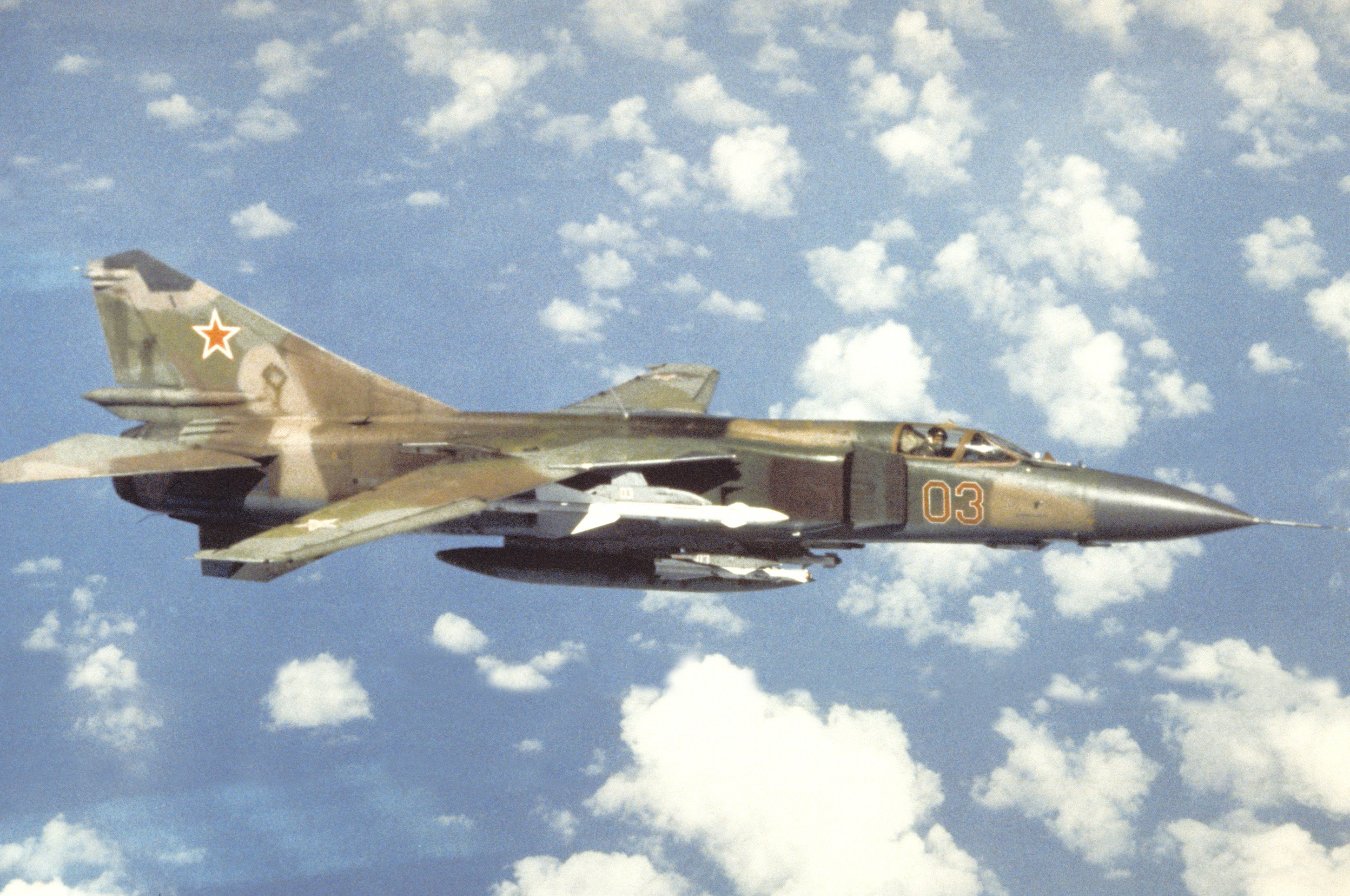
MiG-23MLD

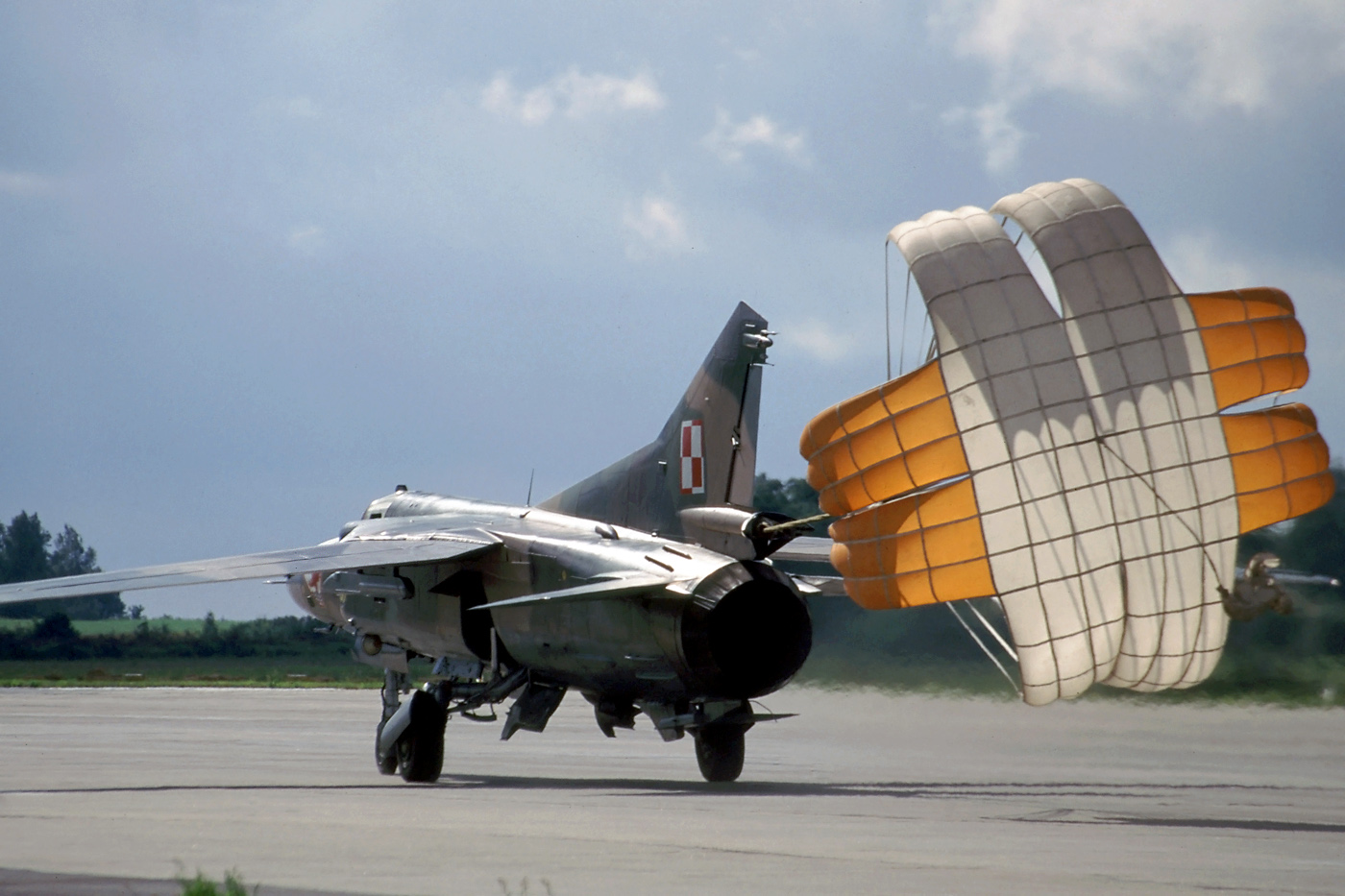
Přistání polského MiGu-23MF s padákem

Předchůdce MiGu-23, MiG-21, byl rychlý a obratný, ale ve svých operačních schopnostech byl omezen primitivním radarem, krátkým doletem a omezenou nosností zbraňových systémů (u některých letadel omezeno na pár střel vzduch-vzduch R-3/K-13 (AA-2 „Atoll“)). Práce na náhradě za MiG-21 začaly na počátku 60. let. Nový letoun měl mít lepší výkon a dolet než MiG-21 a zároveň mít schopnější avioniku a zbraně včetně střel BVR (za hranici viditelnosti). Hlavním konstrukčním aspektem byl výkon při vzletu a přistání. Sovětské letectvo požadovalo, aby měl nový letoun mnohem kratší dobu vzletu. Nízká rychlost a ovladatelnost měly být oproti MiGu-21 také vylepšeny. Manévrovatelnost nebyla naléhavým požadavkem. To vedlo Mikojana ke zvážení dvou možností: motor s vztlakovými tryskami (Lift jet), které poskytují další vztlakovou komponentu, a křídla s měnitelnou geometrií, která byla vyvinuta CAGI jak pro „čisté“ konstrukce letadel, tak pro úpravy stávajících konstrukcí.
První variantou pro letoun vybavený vztlakovými tryskami byl „23-01“, také známý jako MiG-23PD (Podjomnyje Dvigatěli – vztlakový proudový letoun), byla ocasní delta podobného uspořádání jako menší MiG-21, ale se dvěma vztlakovými tryskami v trupu. Poprvé vzlétl 3. dubna 1967, ale brzy se ukázalo, že tato konfigurace je neuspokojivá, protože trysky se staly neužitečnou mrtvou hmotností, jakmile byl letoun ve vzduchu. Práce na druhé linii vývoje byly prováděny paralelně týmem vedeným A. A. Andrejevem, přičemž MiG měl v roce 1965 za úkol postavit prototyp „23-11“ s měnitelnou geometrií.
Stroj 23-11 se vyznačoval křídly s měnitelnou geometrií, která bylo možné nastavit do úhlů 16, 45 a 72 stupňů, a šlo zjevně o slibnější návrh. První let prototypu 23-11 se uskutečnil 10. června 1967 a pilotoval ho slavný zkušební pilot kanceláře MiG Alexandr Fedotov (který v roce 1977 vytvořil absolutní výškový rekord na MiGu-25). Pro další letové a systémové zkoušky bylo připraveno dalších šest letových prototypů a dva statické zkušební prototypy. Všechny byly vybaveny proudovým motorem Tumanskij R-27-300 o tahu 77 kN (17 300 lbf). Rozkaz k zahájení sériové výroby MiGu-23 byl vydán v prosinci 1967. První sériová výroba „MiG-23S“ (pod označením NATO „Flogger-A“) vzlétla 21. května 1969 s Fedotovem v kokpitu.
Letouny General Dynamics F-111 a McDonnell Douglas F-4 Phantom II byly hlavními západními vlivy na MiG-23. Sověti však chtěli mnohem lehčí jednomotorový stíhač, aby maximalizovali obratnost. Jak F-111, tak MiG-23 byly navrženy jako stíhací letouny, ale těžká hmotnost a vlastní stabilita F-111 z nich udělaly útočné letouny dlouhého doletu a udržely je tak mimo roli stíhače. Konstruktéři MiGu-23 ho ponechali dostatečně lehký a obratný na to, aby mohl bojovat s nepřátelskými stíhačkami v manévrovém vzdušném souboji.

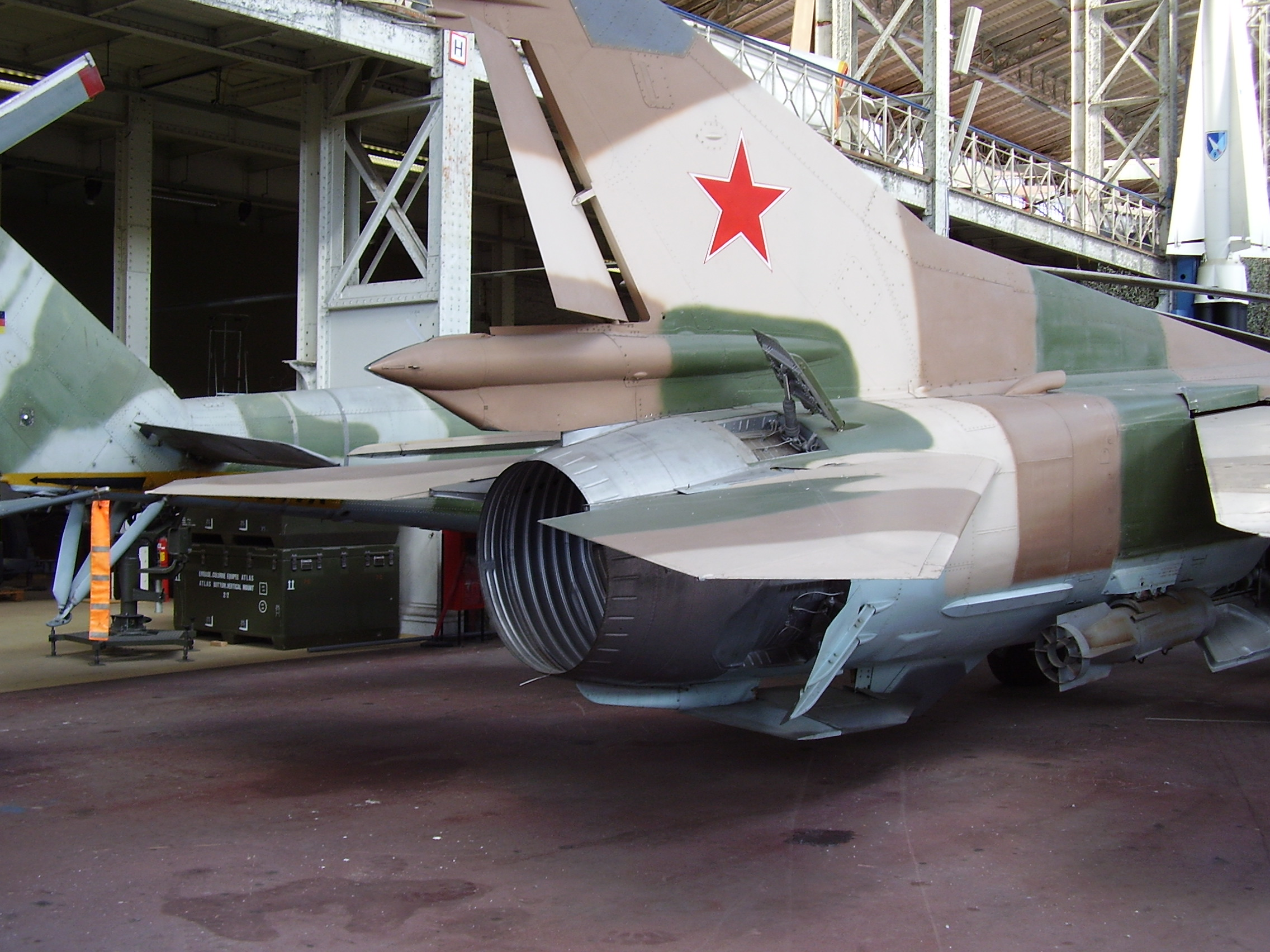
Zadní část trupu MiG-23BN s otevřenými vztlakovými klapkami
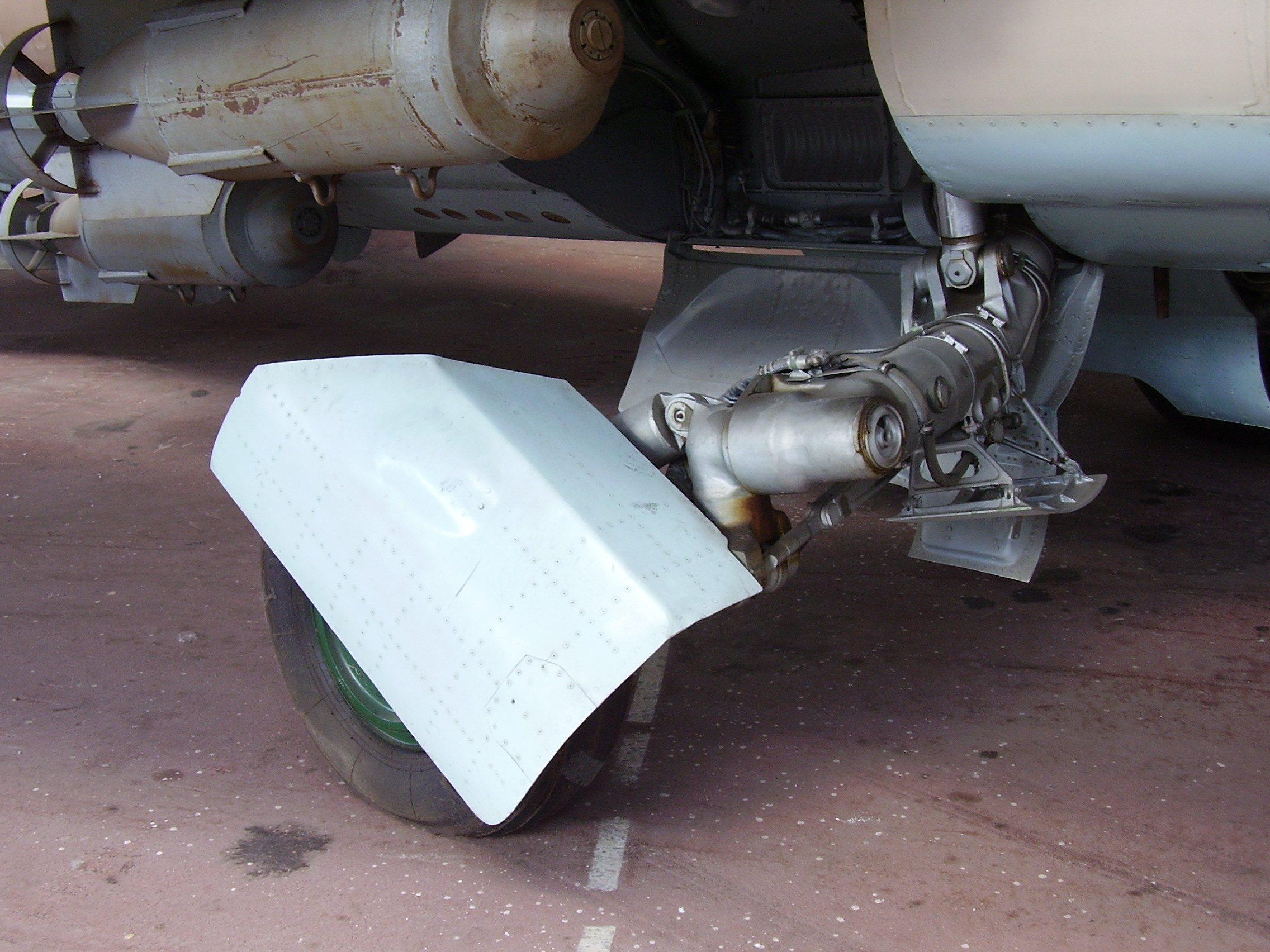
Hlavní podvozek stroje lze složitě zasouvat
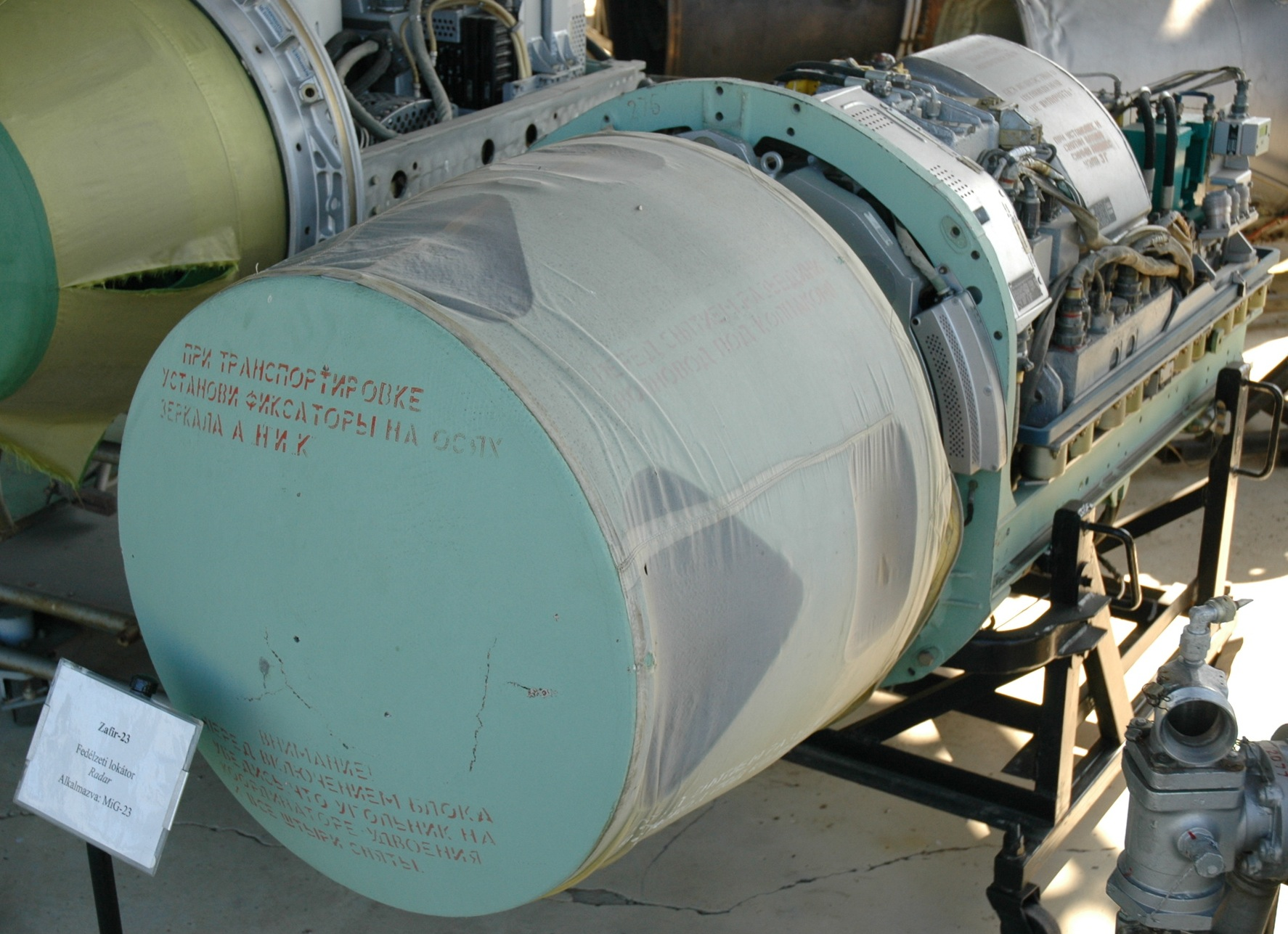
Radar maďarského MiGu-23MF Sapfir-23 při pohledu zepředu. Anténa samotná vidět není, pouze ochranný kryt a za ním bloky elektroniky
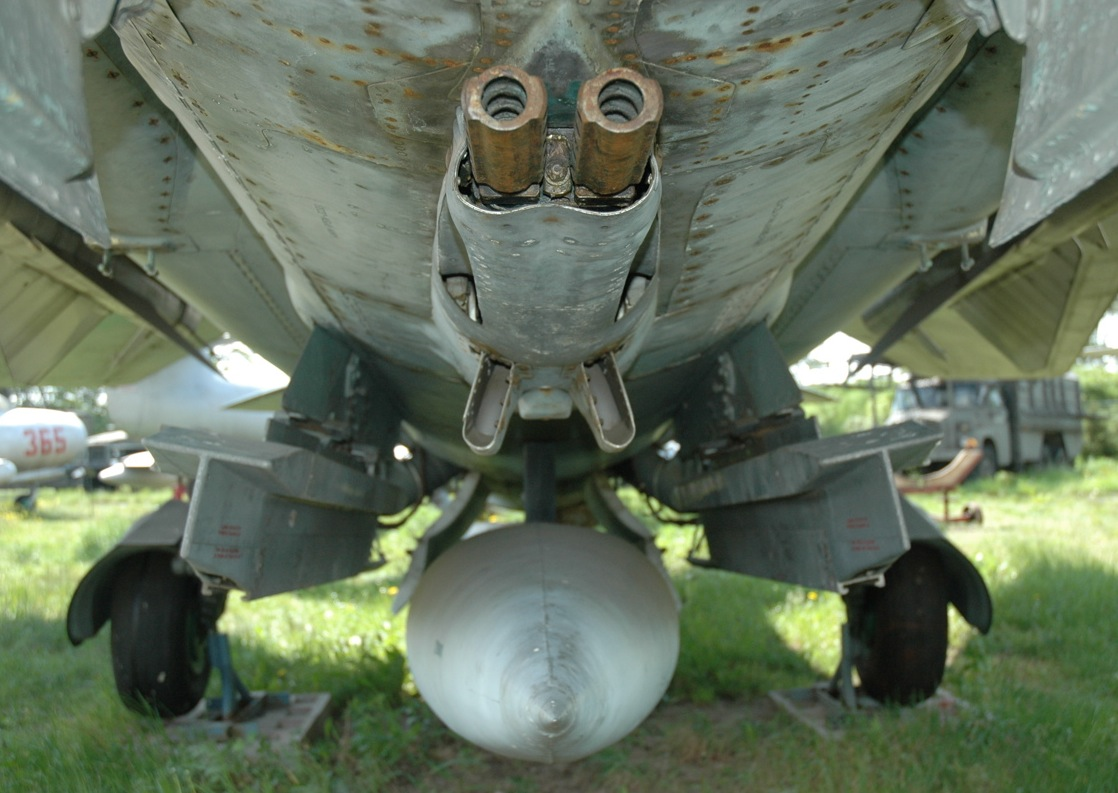
Kanon GS–23L vestavěný pod trupem

## Konstrukce

### Výzbroj

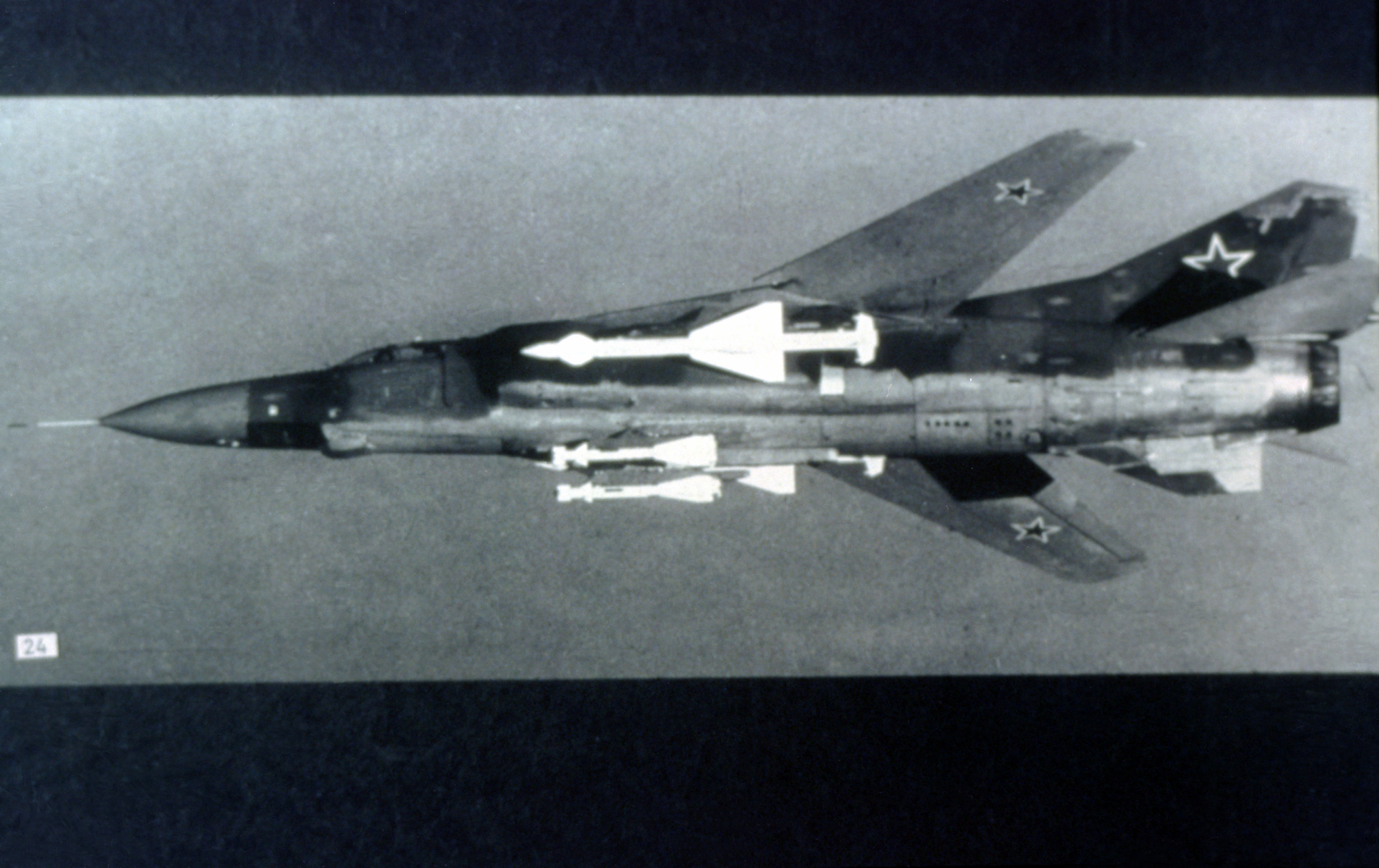
MiG-23M "Flogger-B" s raketami R-23 a R-60.

Výzbroj MiGu-23 se měnila s vývojem nových modelů. První sériová varianta, MiG-23S, byla vybavena systémem řízení palby S-21 vypůjčeným z MiGu-21S/SM. Na základě radaru RP-22SM Sapfir-21 s hlavním výpočetním zaměřovačem ASP-PFD-21 mohl nést pouze čtyři střely vzduch-vzduch R-3/K-13 (AA-2 „Atoll“) (typicky dvě R-3R s poloaktivním radarovým naváděním a dvě R-3S tepelně naváděné) navíc s automatickým kanónem Grjazev-Šipunov GŠ-23L. V roli letounu pro pozemní útoky mohl MiG-23S nést dvě rádiem naváděné střely vzduch-země Ch-23 (AS-7 "Kerry"), dva až čtyři raketové moduly UB-16 s raketami S-5, S-24 nebo až 2 000 kg (4 400 lb) různých typů pum. MiG-23 edice 1971, vybavený radarem Sapfir-23L a infračerveným vyhledáváním a sledováním TP-23 (IRST), mohl odpálit novou střelu BVR (za hranici viditelnosti) R-23 (AA-7 "Apex"), i když pouze R-23R - variantu s poloaktivním naváděním. Nicméně Sapfir-23L byl považován za nespolehlivý a postrádal schopnost útočit z výšky na cíle proti pozadí země.
MiG-23M, definitivní varianta stíhačky první generace, byl vybaven vylepšeným radarem Sapfir-23D  s možností útočit z výšky na cíle proti pozadí země a mohl nést dvojici střel R-23 (buď R-23R s poloaktivním naváděním nebo tepelně naváděnou R-23T) a dvojici střel R-60 (AA-8 "Aphid"). Počínaje letounem číslo 3201 byl představen dvoukolejnicový odpalovací systém APU-60-2, umožňující MiGu-23M nést čtyři střely R-60. MiG-23 mohl nést až 3000 kg (6600 lb) v pumách a raketách a od letadla číslo 3701 dále mohl odpalovat střely vzduch-země Ch-23 a Ch-23M. A konečně, všechny MiGy-23M sovětského letectva měly možnost nést jedinou jadernou pumu na speciálním závěsníku pod trupem, buď 10kilotunovou RN-24 nebo 30kilotunovou RN-40.
MiGu-23ML druhé generace umožnil nový zbraňový systém SUV-2ML nést oba typy střel R-23 současně. Typickým nákladem byl R-23R na pylonu pravého křídla a R-23T na pylonu levého křídla. Kromě jiné munice (včetně jediné jaderné pumy) mohl MiG-23ML nést na pylonech pod křídlem také dva podvěsy UPK-23-250 pro 23mm kanony. Počínaje rokem 1981 mohl MiG-23MLA nést vylepšené střely Vympel R-24R/T. Finální stíhací varianta, MiG-23MLD, mohla nést také vylepšené střely R-24R/T, dvojici 20 raných raketnic B8M1 odpalujících rakety S-8, dále střely vzduch-země Ch-23/Ch-23M nebo jednu jadernou pumu RN-24 nebo RN-40. Maximální pumový náklad MiGu-23MLD činil 2 000 kg (4 400 lb) se standardním nákladem zahrnujícím čtyři univerzální pumy (GP) FAB-500 500 kg nebo zápalné pumy ZAB-500. Další konfigurace zahrnovaly šestnáct pum GP FAB-100 100 kg nesených na čtyřech vyhazovacích závěsnících, čtyři pumy FAB-250 o 250 kg nebo dvě kazetové pumy RBK-500.

### Kokpit

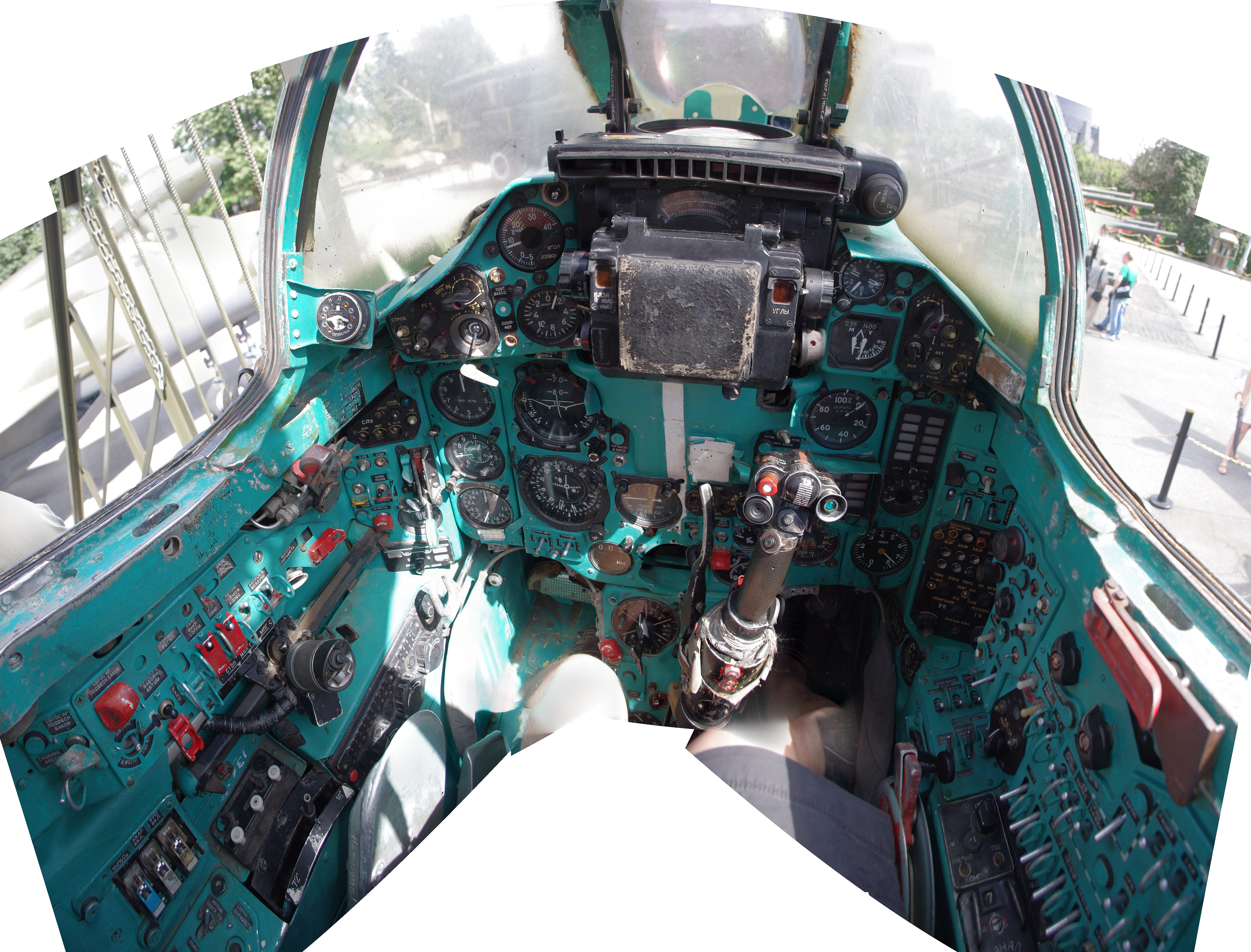
Pohled do kabiny MiGu-23.

Kokpit MiGu-23 byl považován za vylepšení oproti předchozím sovětským stíhačkám, protože měl ergonomičtější uspořádání. Nicméně pilot měl stále vysokou pracovní zátěž, musel manipulovat s přepínači a monitorovat přístroje, ve srovnání s modernějšími letadly s řízením HOTAS (důležité prvky ovládní přímo na kniplu). Přístroje na hlavním panelu byly opatřeny bílým pruhem, který sloužil jako vizuální pomůcka pro vystředění ovládacího sloupku během situace, kdy došlo ke ztrátě kontroly. Aby se pilotovi zabránilo v překročení úhlu náběhu 17°, disponoval řídicí sloupek jakýmsi „klepátkem“, které pilota udeřilo do kloubů, když se přiblížil limitu.
Viditelnost z kokpitu byla u MiGu-23 také poněkud špatná, ačkoli výhled přímo dopředu byl ve srovnání s MiGem-21 lepší. Špatný byl zejména výhled při pohledu dozadu, částečně kvůli vystřelovacímu sedadlu, které pilotovy obklopovalo hlavu. Pilot se musel naklonit dopředu, aby se podíval na stranu nebo dozadu. Pro usnadnění pohledu přímo za pilota byla pilotní kabina vybavena zrcadlem nebo „periskopem“ zapuštěným do střední kolejnice překrytu kabiny, podobně jako u MiGu-17. S ohniskem na nekonečno poskytoval periskop jasný výhled za letadlo, ale neměl široké zorné pole.
Vystřelovací sedadlo MiGu-23 označené KM-1 bylo vyrobeno s ohledem na extrémní nadmořskou výšku a rychlost. Disponovalo třmeny na nohy, ramenními popruhy, pánevním D-kroužkem a systémem se třemi padáky. Spuštění vystřelovací sedačky mohlo trvat dlouho, protože piloti museli dát nohy do třmenů, pustit ovládací sloupek, chytit dvě madla spouště, zmáčknout je a zvednout. První padák (o velikosti velkého kapesníku) byl vytažen z teleskopické tyče, která vyskočila z horního opěradla sedadla, když sedadlo začalo vyklízet oblast čelního skla. Mělo to pomoci otočit sedadlo do větru a stabilizovat se do dráhy letu, která by ho zavedla nad a za vertikální stabilizátor. Když se první skluz a tyč oddělily od sedadla, rozvinul se větší padák, aby zpomalil sedadlo, což umožnilo rozvinutí hlavního padáku. Pokud by k tomu došlo v malých nadmořských výškách, sedadlo obsahovalo barometrický prvek, který umožňoval rychlejší oddělování skluzu. Problém s KM-1 byl ten, že nešlo o vystřelovací sedadlo pro použití v nulové výšce a fungovalo pouze při minimální rychlosti 90 uzlů.
S MiGem-23 edice roku 1971 byl nahrazen čelní radarový dalekohled zaměřovačem/průhledovým displejem ASP-23D, na kterém byla zobrazována data z radaru. K aktualizaci došlo u MiGu-23MLA se zaměřovačem/HUD ASP-17ML. Protože se informace z radaru musely vejít na kombinační sklo průhledového displeje, bylo množství prostoru, které bylo možné skenovat, omezeno na relativně tenký plátek. To vyžadovalo, aby stíhačka letěla velmi blízko nadmořské výšce cíle a dostatečně před ním, aby mohla získat údaje, což vyžaduje dobré instrukce pro stanoviště pozemního řízeného zachycování (GCI). Izraelští piloti, kteří létali s ukořistěnými verzemi MiGu-23, zjistili, že je poměrně snadno použitelný.

### Ovládací plochy

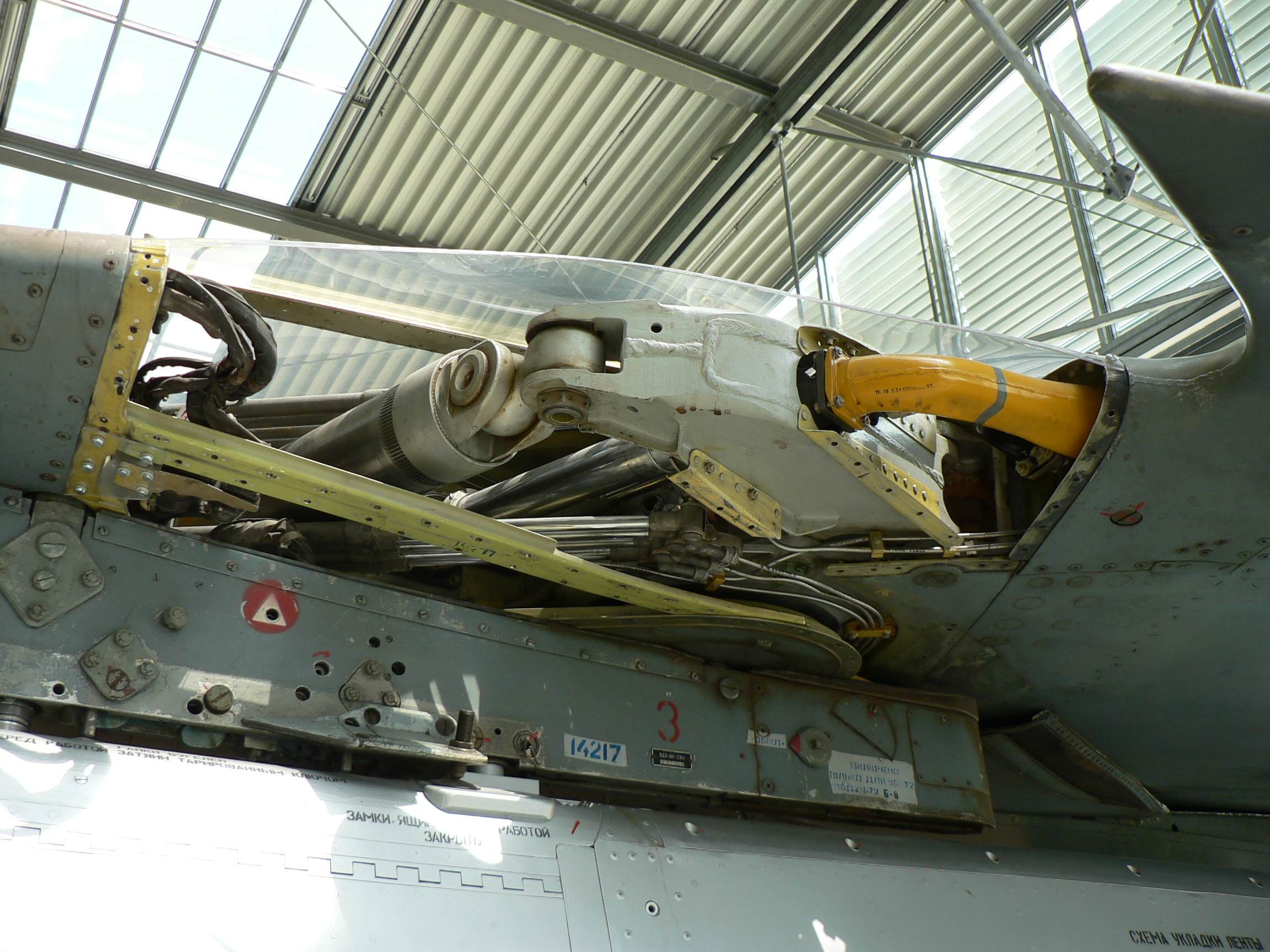
Mechanismus měnitelné geometrie křídel

MiG-23 byl jedním z prvních sovětských letounů s měnitelnou geometrií křídel. Ty byly ovládány hydraulicky pomocí malé páky umístěné pod plynem v kokpitu. Existovaly tři hlavní úhly vychýlení, které nastavil pilot pro různé úrovně létání. První, s křídly plně roztaženými v úhlu 16°, se používal při křižování rychlostí pod Mach 0,7 nebo při startu a přistání. Umístění křídel do středního rozpětí 45° se používalo pro základní manévrování stíhače, stejně jako křižování ve vysokých rychlostech nebo provádění záchytů v malých výškách. Pohyb křídel do úplného vychýlení na 72° byl vyhrazen pro provádění záchytů ve velké výšce nebo vysokorychlostních úprků v malých výškách.
Křídla nebyla vybavena křidélky, ale využívala spoilery pro ovládání naklánění, když křídla byla v úhlech 16° a 45°. Kromě spoilerů byla křídla vybavena klapkami na odtokové hraně a sloty na náběžné hraně, aby se pokusily poskytnout stíhačce krátký vzlet a přistání. Přestože v kokpitu bylo měřidlo ukazující polohu křídel, když byla v pohybu, a Machův limit pro každou polohu, nebylo žádné, které by ukazovalo, jaká je optimální poloha křídla pro převládající letové podmínky.
Dva stabilizátory ovládaly náklon nahoru či dolu ve směru letu a do stran; ve druhém případě pracovaly ve spojení s ovládacími plochami křídla, když nebyla křídla úplně zatažena dozadu. Kromě velkého vertikálního stabilizátoru (ve kterém byl uložen i brzdící padák pro přistání) měl MiG-23 „břišní ploutev“ pro zlepšení směrové stability při vysokých rychlostech. Během vzletu a přistání se při vysunutí podvozku vyklápěla ploutev do strany, aby se zabránilo nárazu na zem.
Počínaje modelem „edice 1971“ byla nosná plocha křídel MiGu-23 (známá jako „edice 2“) zvětšena o 20 %, což vyžadovalo změnu polohy na 18°, 47° 40' a 74° 40' (i když pro větší pohodlí ukazatele v kokpitu a manuály si zachovaly původní označení). Na náběžnou hranu byl přidán výřez či zub (tzv. „dogtooth“), ale pro zjednodušení výroby byly odstraněny přední sloty. Ukázalo se však, že to zhoršilo problémy se stabilitou MiGu-23 při vysokých úhlech náběhu a ztížilo vzlet a přistání. Definitivní design křídla „edice 3“, představený u MiGu-23M, si zachoval rozměry „edice 2“, ale vrátil zpět přední sloty.

### Pohonná jednotka
Původní motor MiGu-23 byl Tumanskij R-29-300 o tahu 27 500 lb (12 500 kg) s tahem na rezervu při maximální rychlosti letadla 2,4 Machu. Měl také velké zrychlení, přechod z volnoběhu na plný výkon trval 3–4 sekundy a zapálení přídavného spalování trvalo méně než sekundu. Maximální rychlost letounu byla dána konstrukční pevností překrytu kabiny. Vstupní ústrojí motoru bylo vybaveno žaluziemi, které zásobovaly systém řízení prostředí vzduchem, aby byla avionika a pilotní prostor chlazen.
Každý motor byl vybaven počítadlem, které zaznamenávalo dobu chodu v závislosti na režimu letu (např. při plném výkonu či při forsáži počítalo rychleji), což zkracovalo dobu do prohlídky či opravy. Starty bylo při velkém větru možné provádět na plný výkon či "malou" forsáž; plná forsáž se používala při rozhonu nebo akrobatických ukázkách. Každý motor byl určitým způsobem výrobcem nastaven a podle bulletinu se daly tzv. "stáhnout" (posunutím o jednu pozici dolu), čímž klesly teploty na turbíně, motor nebyl tolik přetěžován a počítadlo zpomalilo. Stíhací verze, např. u MF a ML, měly vstupní ústrojí vybavené usměrňovacími žebry, která při větších úhlech náběhu usměrňovala proud vzduchu do vstupního ústrojí, zatímco bitevní verze jako BN toto neměly a při např. akrobacii u nich hrozila pumpáž či vysazení motoru. Na boku letounu u vstupních kanálů byla tzv. protipumpážní dvířka, která pracovala automaticky. Vlevo v kokpitu byl dále k dispozici spínač, tzv. "bojový režim", který po sepnutí přidal 500 kilo tahu. Pokud při vysazení motor autorotoval otáčkami nad 18%, tak veškeré systémy jako hydraulika, generátor, elektrika atd. nadále fungovaly.
Podobně jako u prvních typů motoru J-79 používaných v letounech F-4 Phantom, generoval R-29 bez zapnutého přídavného spalování kouř. Vnější skříně motoru byly velmi horké, což někdy spouštělo falešné požární poplachy. Kromě toho byl motor dobrý pouze na několik stovek bojových letů, než bylo nutné ho vyměnit. Bylo to částečně proto, že ruské motory byly navrženy tak, aby vydržely asi 150 hodin, než budou nahrazeny. Byl to také způsob, jak generovat příjem od exportních zákazníků prodejem nových motorů výměnou za tvrdou měnu. Výměna motoru byla obtížná, protože letoun musel být uprostřed rozdělen.
Motor byl také slabou stránkou raných modelů MiG-23, protože nesnášel vysoká manévrovací zatížení. Pokud by se stíhačka dostala do vývrtky, hřídel motoru by se mohla ohnout. Lopatky kompresoru by se odíraly a úlomky materiálu by se dostaly do turbíny, což by způsobilo odlomení lopatek turbíny a zničení motoru. Uvedení verze R-29B-300 tento konstrukční nedostatek vyřešilo.

### Palivo
Prototyp MiGu-23 nesl v trupu tři palivové nádrže o objemech 1920, 820 a 710 litrů. V každém křídle byly navíc tři integrální palivové nádrže o objemu 62,5, 137,5 a 200 litrů. Palivová nádrž č. 2 v trupu fungovala také jako nosná křídlová skříň letadla a byla svařena silnými pláty z ocelové slitiny VNS-2. Přepracování MiGu-23 edice 1971 umožnilo namontovat do zadní části trupu čtvrtou nádrž o objemu 470 litrů. Tato kapacita paliva dávala MiGu-23 lepší vytrvalost než „čistému“ F-4 (nenesoucí žádné přídavné nádrže); pokud by se MiG-23 pohyboval trvalou rychlostí 230 uzlů, individuální boj by se mohl prodloužit na hodinu, i když při použití přídavného spalování by mohl klesnout na přibližně 45 minut nebo i méně. S MiGem-23M přišly pylony pod pohyblivými křídlovými panely, na které se daly zavěsit přídavné nádrže o objemu 800 litrů. Jenže ty letoun mohl nést pouze s rozloženými křídly, jinak musely být odhozeny. MiG-23ML mohl nést pod trupem třetí přídavnou nádrž o objemu 800 litrů.
První modely MiGu-23 narážely na problémy s palivovou nádrží č. 2, která trpěla konstrukčními poruchami, což byla závažná potíž, protože nádrže tvořily integrální součást konstrukce, místo aby byly tvořeny palivovým vakem. To znamenalo, že jak se ve struktuře vyvíjely vlasové trhliny, palivo prosakovalo ven. Tento problém si vynutil přísné limity pro přetížení g, dokud se nenašlo možné řešení. Před zlepšením kvality u pozdějších modelů bylo jednou z možností oprav přivařit plech na vnitřním povrchu a výztuhu na vnější plášť.

### Výkonnostní testy
Většina potenciálních nepřátel SSSR a jeho klientských států měla příležitost výkon MiGu-23 zhodnotit. V létě 1977, po politickém přeskupení ve vládě, poskytl Egypt Spojeným státům řadu MiGů-23MS a MiG-23BN; ty byly vyhodnoceny pod dvojicí vyhodnocovacích programů s kódovým označením HAVE PAD a HAVE BOXER. Tyto a další MiGy, včetně dalších MiGů-23 získaných z jiných zdrojů, byly použity jako součást tajného výcvikového programu známého jako projekt Constant Peg k seznámení amerických pilotů se sovětskými letadly. Navíc kubánský pilot s MiGem-23BN přelétl do USA v roce 1991 a také libyjský pilot MiGu-23 přeběhl do Řecka v roce 1981. V obou případech byl letoun později navrácen.
Americké zpravodajské služby zpočátku u MiGu-23 předpokládaly, že se stíhačka dokáže dobře otočit a má přiměřenou akcelerační schopnost, ale testování během programu HAVE PAD ukázalo, že je tento předpoklad nesprávný. Zatímco jeho schopnost otočení byla srovnatelná s původním letounem F-4E Phantom, novější americké stíhačky jako F-15 Eagle nebo F-4E vylepšené o sloty mohly MiG-23 snadno v manévrovém souboji přemoci. Kdykoli se ve skutečnosti MiG-23 přiblížil k velkému úhlu náběhu, stal se velmi nestabilním a náchylným ke ztrátě kontroly. Naopak akcelerační schopnost MiGu-23 byla obrovská, zejména v malých výškách (pod 3000 m) a při překročení zvukové bariéry, kde mohl překonat jakýkoli americký stíhač. Malý profil stíhačky dával tu výhodu, že byl těžko rozpoznatelný i vizuálně. Celkově testování HAVE PAD zjistilo, že MiG-23 – i když byl špatným stíhačem pro manévrový souboj – se stal dobrým stíhačem schopným provádět útoky typu „udeř a zmiz“ (hit-and-run). I přes svá omezení představoval MiG-23 v rukou velmi schopného pilota ve vzdušném boji vážnou hrozbu.
Zkušební piloti, kteří na MiGu-23 létali v rámci programu Constant Peg, došli k podobným závěrům v tom, že MiG-23 je spíše účinným záchytným stíhačem než stíhačkou pro manévrový souboj, ale k letadlům, se kterými létali, byli kritičtější. Mezi jejich výhrady patřilo to, že drak MiGu-23 byl příliš snadno přetížitelný; byl nestabilní při vybočení, když míjel zvukovou bariéru a znovu při přibližování se k rychlosti Mach 2. Jeho úzký podvozek, přestože byl navržen k provozu na neupravených plochách, měl tendenci za nepříznivých povětrnostních podmínek klouzat, a protože letoun seděl nízko u země, mohl snadněji nasávat nečistoty do motoru. Obecně byl MiG-23 u amerických pilotů neoblíbený, protože létání na něm bylo dost nebezpečné.
Zejména rychlost MiGu-23 byla využita jako učební pomůcka pro několik situací během potenciální války se Sovětským svazem. Prvním byl let v malých výškách k demonstraci schopnosti překonat jakýkoli útočný letoun NATO nebo americký letoun (kromě pozdního modelu F-111F Aardvark), který by se pokoušel letět nízko a rychle, aby pronikl na sovětské území. Druhým byla simulace MiGu-25 Foxbat, velmi rychlého letounu (HHF), který by šel po vysoce hodnotných cílech, jako jsou tankovací letouny nebo letadla včasného varování a řízení jako např. E-3 Sentry.
MiG-23M z rané série byl také použit k testování amerických letadel Northrop F-5 ukořistěných Severovietnamci a odeslaných do SSSR k vyhodnocení. Sověti uznali, že F-5 byl velmi obratný letoun a v některých rychlostech a výškách lepší než MiG-23M, což byl jeden z hlavních důvodů, proč byl zahájen vývoj verze MiG-23MLD a MiGu-29. Tyto testy umožnily Rusům provést úpravy několika jejich letadel čtvrté generace. MiG-23 však nebyl navržen pro boj s F-5, což je slabina odrážená ranými variantami MiGu-23.
Holandský pilot Leon van Maurer, který měl za sebou více než 1200 hodin létání na F-16, létal proti MiGům-23ML z leteckých základen v Německu a USA v rámci výcviku vzdušných cvičných bojů NATO se sovětským vybavením. Došel k závěru, že MiG-23ML byl lepší v horizontálním letu než rané varianty F-16, jen mírně horší než F-16A ve vodorovném letu a měl vynikající schopnosti v boji za hranici viditelnosti (BVR - Beyond-Visual-Range). Sovětský bojový manuál pro piloty MiGu-23M tvrdí, že MiG-23M má mírnou převahu nad stroji F-4 a Kfir a popisuje historii bojů zahrnující syrské MiGy-23MF proti izraelským F-15 a F-16, které označují jako „úspěšné“. Tento manuál také doporučuje taktiku proti těmto letounům.

## Služba
Západní a ruští letečtí historici se obvykle liší, pokud jde o bojové záznamy u svých vojenských zařízení a doktrín, kvůli zaujatosti ve prospěch jejich příslušných národních průmyslových odvětví a akademií. Také obvykle přijímají požadavky jít spolu s jejich příslušnými politickými názory, protože obvykle je mnoho konfliktních a protichůdných zpráv psáno a přijímáno jejich příslušnými historiky. Před nedávnými lety, s rozšířeným používáním ručních přenosných fotoaparátů, bylo možné publikovat jen málo obrazových důkazů o konkrétních ztrátách a vítězstvích různých bojových systémů, přičemž obě strany potvrdily omezený počet ztrát a vítězství.

### SSSR a Varšavská smlouva

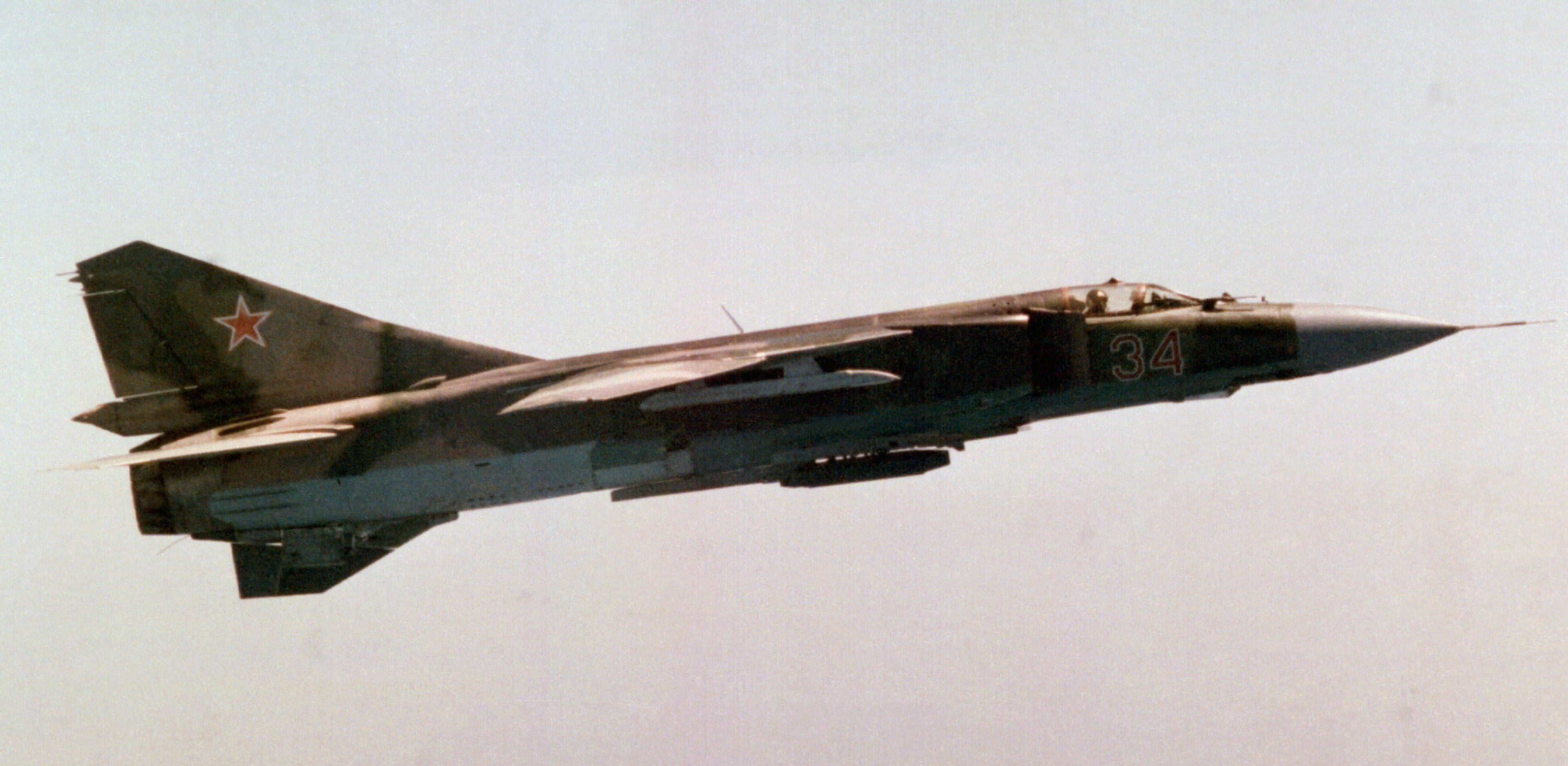
MiG-23MLD

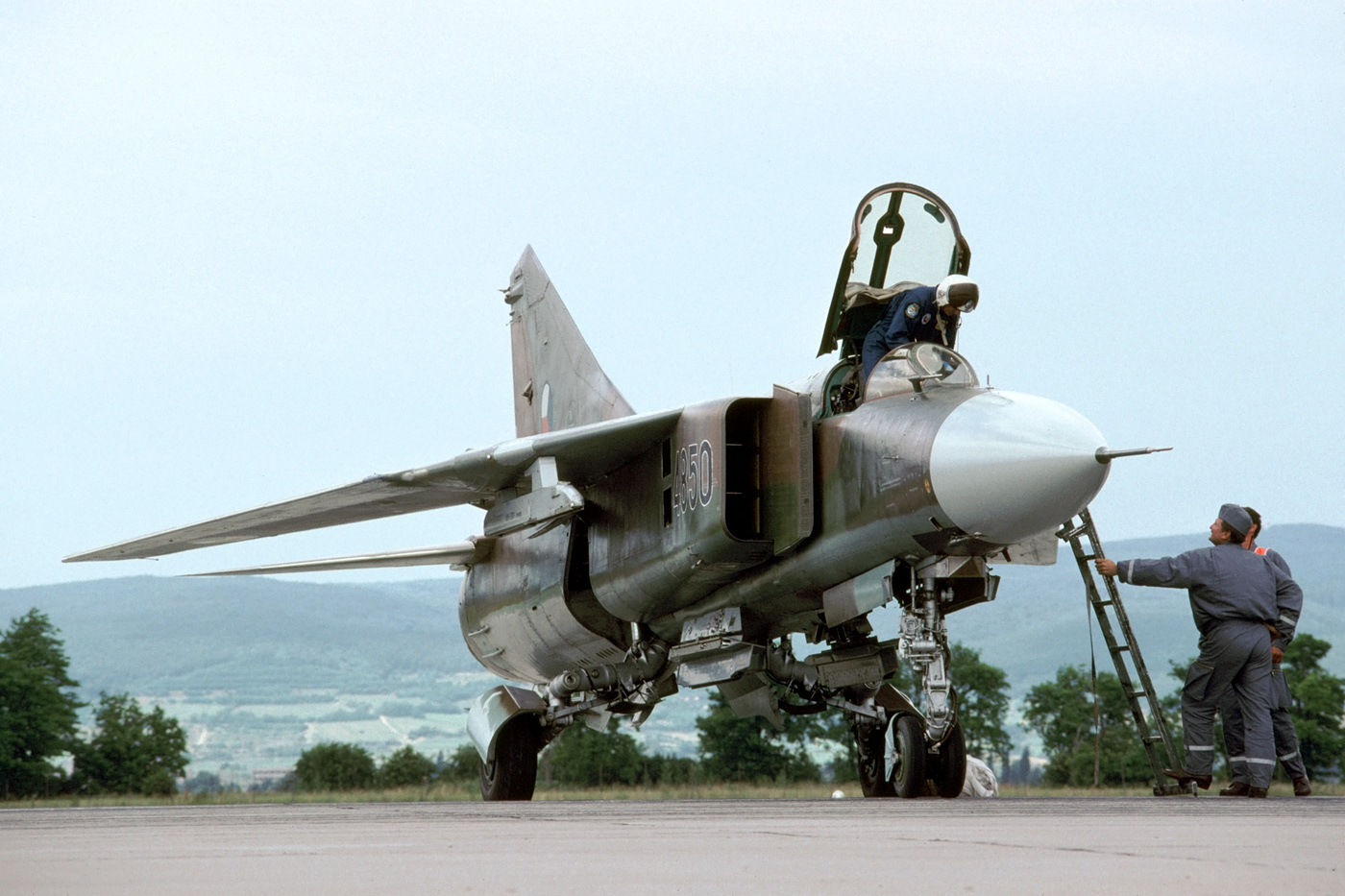
MiG-23ML českého letectva, letiště Bratislava, 1997

MiG-23 byl u sovětského letectva oficiálně uveden do služby 4. ledna 1974, ale ještě před masovým zavedením se u zbrusu nové stíhačky vyskytlo mnoho počátečních potíží. Problémy se stabilitou a omezená manévrovatelnost vedly k četným letovým omezením uvaleným na stíhačku, protože snahy o nápravu těchto obav začaly v polovině 70. let. Přes četné aktualizace byla tato omezení se zavedením MiGu-23MLD odstraněna pouze částečně. Přesto velký počet MiGů-23 nasazených ve střední Evropě představoval dostatečně silnou hrozbu v případné válce se Západem.
Ačkoli bylo mnoho pilotů MiGů-23 zklamáno při zjištění, že jejich stíhačka prohraje při vzájemném střetnutí s MiGem-21, poskytl letectvu MiG-23 schopnosti, které MiG-21 jednoduše postrádal, zejména jako vysoce výkonný stíhač vyzbrojený raketami pro boj „za hranici viditelnosti“ (Beyond-visual-range). V průběhu 70. a počátku 80. let však sovětští piloti pokračovali ve výcviku a obsluze MiGu-23 stejně nepružným způsobem jako u MiGu-21: vysokorychlostní obranný stíhač pro lokální použití úzce řízený z pozemního stanoviště. Až po rozsáhlém zavedení MiGu-23MLD začali sovětští piloti používat MiG-23 jako skutečný stíhač vzdušné nadvlády.
V 80. letech dosahovala nehodovost MiGu-23 u sovětského letectva v průměru 12,5 ztráty na 100 000 letových hodin. Ve vzdušných silách spojenců Varšavské smlouvy to bylo mnohdy horší: 24,3 velkých nehod na 100 000 letových hodin v maďarském letectvu; 20,4 ztrát na 100 000 letových hodin ve východoněmeckém letectvu; 18 ztrát na 100 000 letových hodin v bulharském letectvu; a 11,3 ztrát na 100 000 letových hodin v polském letectvu.
Do roku 1990 bylo ve výzbroji sovětského letectva a protivzdušné obrany přes 1500 MiGů-23 různých modelů. S rozpadem Sovětského svazu začalo nové ruské letectvo omezovat své stíhací síly a bylo rozhodnuto, že jednomotorové MiGy-23 a MiGy-27 budou staženy do operačních skladů. Posledním modelem, který sloužil, byla varianta protivzdušné obrany MiG-23P: byla stažena ze služby 1. května 1998.
Po znovusjednocení Německa nebyl žádný z MiGů-23 převeden do německého letectva, ale některé z bývalých východoněmeckých MiGů-23 byly dodány do Spojených států. Když se Československo rozdělilo na Českou republiku a Slovensko, české letectvo obdrželo všechny MiGy-23, které byly vyřazeny v roce 1998. Maďarsko vyřadilo své MiGy-23 v roce 1996, Polsko v roce 1999, Rumunsko v roce 2000 a Bulharsko v roce 2004.
MiG-23 byl od konce 70. do konce 80. let sovětským letectvem ekvivalentním útočným letounem „Top Gun“. Ukázalo se, že je to těžký soupeř pro rané varianty MiGu-29, na kterých létali nezkušení piloti. Cvičení ukázala, že když je MiG-23MLD dobře zalétaný, může dosáhnout příznivého poměru sestřelu proti MiGu-29 v simulovaném boji použitím taktiky zasáhnout a zmizet (hit-and-run) a nezapojování MiGu-29 do manévrového vzdušného souboje. MiGy-23MLD měly obvykle žraločí tlamu namalovanou na nose těsně za krytem radaru a mnohé z nich pilotovali váleční veteráni z Afghánistánu. Koncem 80. let byly tyto útočné MiGy-23 nahrazeny MiGy-29, také se žraločí tlamou.
Afghánistán
Sovětské MiGy-23 sloužily nad Afghánistánem a často byly využívány k doprovodným misím blízko hranic Pákistánu a Íránu, protože MiG-21 k tomu neměl potřebný dolet. Některé z nich byly údajně sestřeleny.
K prvnímu nasazení MiGu-23 v Afghánistánu došlo v dubnu 1982, kdy letouny 152. IAP doprovázely velký nálet proti Rabat-e-Džali v provincii Nímróz. Došlo však ke katastrofě, když MiGy-23 nedokázaly poskytnout dostatečné vzdušné krytí a úderné síly náhodně překročily Írán, přičemž několik vrtulníků ztratily kvůli íránským strojům F-4 Phantom II.
Sovětské a afghánské MiGy-23 a pákistánské F-16 se během sovětsko-afghánské války od roku 1987 několikrát střetly. Dva MiGy-23 byly údajně sestřeleny pákistánskými F-16 při překročení hranice (oba nebyly potvrzeny), zatímco jedna F-16 byla sestřelena 29. dubna 1987. Západní zdroje to považují za incident palby do vlastních řad, ale tehdejší afghánská vláda podporovaná Sověty a Pákistán tvrdily, že pákistánskou F-16 sestřelilo sovětské letadlo – tvrzení, o kterém informovaly i The New York Times a Washington Post. Podle ruské verze události byla F-16 sestřelena, když se pákistánské F-16 střetly se sovětskými MiGy-23MLD. Sovětští piloti MiGů-23MLD při náletu na pákistánsko-afghánskou hranici hlásili, že na ně zaútočily F-16 a poté viděli jednu F-16 explodovat. Mohla být sestřelena palbou z MiGu, jehož pilot sestřel nenahlásil, protože sovětští piloti nesměli na pákistánská letadla bez povolení útočit.
V roce 1988 sovětské MiGy-23MLD používající rakety R-23 (NATO: AA-7 "Apex") sestřelily dva íránské vrtulníky AH-1J Cobra, které pronikly do afghánského vzdušného prostoru. Při podobném incidentu o deset let dříve, 21. června 1978, MiG-23M protivzdušné obrany pilotovaný kapitánem V. Škinderem sestřelil dva íránské vrtulníky Boeing CH-47 Chinook, které vnikly do sovětského vzdušného prostoru, přičemž jeden vrtulník byl sestřelen dvěma střelami R-60 a druhý palbou z kanonu.
Střetnutí ve vzduchu však nebyla příliš častá, přičemž těsná letecká podpora představovala většinu misí uskutečněných v Afghánistánu, zatímco bojové vzdušné hlídky a eskortní mise tvořily 15 % z celkového počtu. Nálety s „hloupými pumami“ a kazetovou municí byly provozovány proti širokému spektru cílů, zatímco sofistikovanější zbraně nebyly často používány kvůli obtížnému terénu a hrozbě systémů MANPADS a protiletadlových jednotek. Útoky byly prováděny ve dvojicích, přičemž oba MiGy se před vypuštěním pum spustily pod úhlem 45 stupňů. Po těžkých ztrátách v letech 1984–5 byla taktika přehodnocena a byla zavedena minimální výška 3 500 m (11 480 ft). I ta byla později zvýšena na 4 500 m (14 760 stop). Přesnost útoků byla snížena a bylo nemožné vůbec používat neřízené střely. Ke snižování ztrát to ale přispělo; v roce 1986 nebyly žádné.
I dvoumístný MiG-23UB se dočkal služby v Afghánistánu, kde se používal k úderům, průzkumu a určování cílů. Byl také použit k seznámení pilotů MiGů-27 s létáním v horkých a vysokých podmínkách Afghánistánu, kde byly nasazeny v roce 1988. MiGy-23UB navíc někdy fungovaly jako provizorní „AWACS“ letouny s důstojníkem na zadním sedadle, který pozoruje a vydává příkazy úderné skupině pod ním. Koncept byl zúčastněnými sovětskými piloty nazván „Jsem svůj vlastní AWACS“.
Námořní letectvo
MiGy-23 sovětského letectva byly převedeny do sovětského námořního letectva ve dvou případech. V roce 1984 byl celý pluk MiGů-23 nasazen do Vietnamu, aby doprovázel námořní hlídkové letouny Tupolev Tu-95. Z toho se později stal 169. gardový složený letecký pluk. Z letecké základny Cam Ranhod létaly přes 400 bojových letů. Tam zůstaly až do roku 1989, kdy byla letadla stažena a vrácena letectvu.
K druhému případu MiGů-23 sloužících u sovětského námořnictva došlo v letech 1990 až 1994, kdy bylo devět cvičných MiG-23UB připojeno k 88. samostatnému stíhacímu bombardovacímu pluku letecké složky Severní floty k výcviku pilotů pro jejich MiG-27.

### Sýrie
Boj proti Izraeli (od roku 1973)

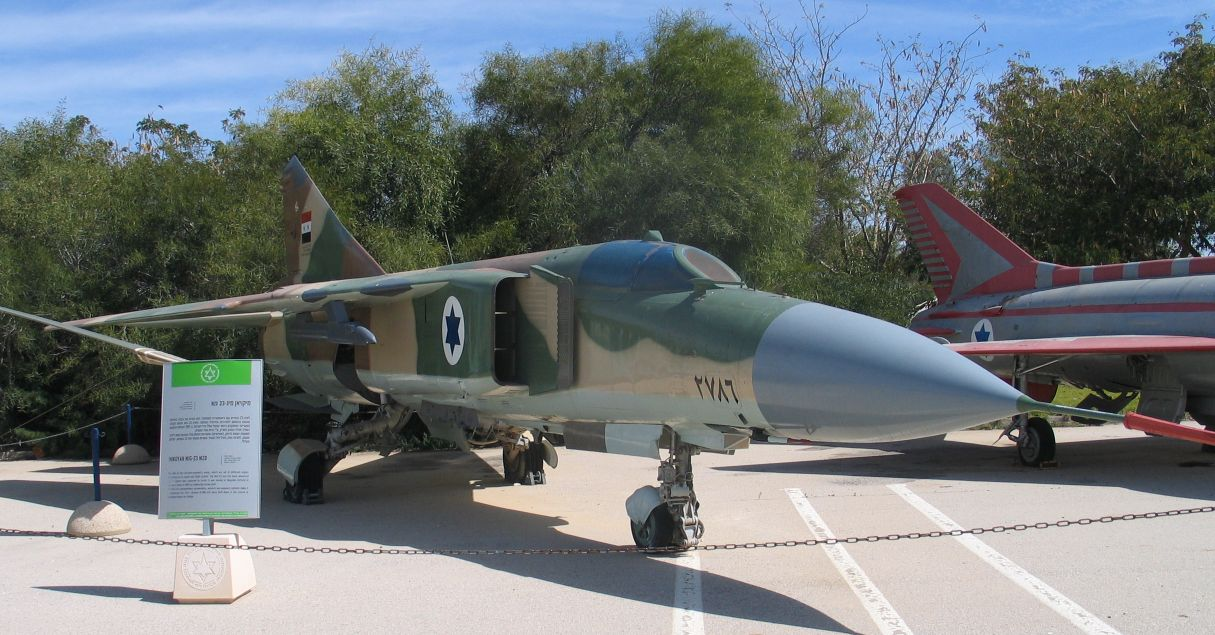
MiG-23ML vystavený v Izraeli Chacerim v roce 2006 po zběhnutí ze Sýrie

Syrský MiG-23MS

První MiGy-23 byly do Sýrie dodány v dubnu 1974. Proces uvedení do služby byl složitý a obtížný kvůli špatné výrobní kvalitě a nespolehlivosti letounu i chybějící technické dokumentaci. Do konce roku bylo odepsáno až 13 syrských MiGů-23. První MiGy-23, které se dostaly do boje, byly exportní varianty s mnoha omezeními. Letoun byl ve srovnání s MiGem-21 mechanicky složitý a drahý a také méně obratný. První exportovaná varianta záchytného stíhače, MiG-23MS, byla vybavena stejným zbraňovým systémem jako starší MiG-21S a její radar byl zvláště citlivý na elektronická protiopatření (ECM), v nichž byli Izraelci obzvláště zběhlí.
13. dubna 1974, po téměř 100 dnech dělostřeleckých výměn a potyček podél Golanských výšin, syrské vrtulníky vyslaly komanda k útoku na izraelské pozorovací stanoviště v Džabal aš-Šajch. To vyvolávalo téměř na týden těžké střety ve vzduchu i na zemi. 19. dubna 1974 letěl kapitán al-Masry s MiGem-23MS na zkušební zbraňovou misi, zahlédl skupinu F-4E izraelského letectva a dva z nich po odpálení tří raket sestřelil. Chystal se zaútočit na další F-4 palbou z kanónu, ale byl sestřelen přátelskou palbou z baterie protivzdušné obrany. Díky tomuto úspěchu bylo během následujícího roku do Sýrie dodáno dalších 24 stíhaček MiG-23MS, stejně jako podobný počet bitevních variant MiG-23BN. V roce 1977 Sýrie zakoupila 28 až 30 MiGů-23MF a dodávky začaly v roce 1978.
MiG-23MF, MiG-23MS a MiG-23BN byly v bojích Sýrií nasazeny nad Libanonem v letech 1981 až 1985. Dne 26. dubna 1981 Sýrie tvrdila, že dva izraelské letouny A-4 Skyhawk útočící na tábor v Sidonu byly sestřeleny dvěma MiGy-23MS. Izrael však žádné ztráty letadel z tohoto incidentu nehlásí a k tomuto datu nebyly hlášeny žádné ztráty letadel. Ruský historik Vladimir Iljin píše, že Syřané ztratili v červnu 1982 šest MiGů-23MF, čtyři MiGy-23MS a několik MiGů-23BN. V červenci byla ztracena ještě jedna stíhačka MiG-23. Izraelci také tvrdili, že v roce 1985 sestřelili dva MiGy-23, což Syřané popírají. Celkově bylo ve vzdušných bojích v letech 1982 až 1985 ztraceno 11 až 13 syrských MiGů-23 stíhacích variant. Izrael potvrzuje pouze ztrátu dronu BQM-34 Firebee, který sestřelil syrský MiG-23MF dne 6. června 1982.
S novými stíhačkami dorazili do Sýrie i sovětští instruktoři, jejichž úkolem bylo vypracovat taktiku proti izraelskému letectvu. Avšak situace byla pro syrské letectvo nepříznivá: proti 24 ks MiG-23 stálo 25 ks F-15A/B, přičemž mělo být dodáno dalších 26 ks F-15C a začaly také dodávky 75 ks stíhaček F-16. Sovětští instruktoři při vypracovávání taktiky považovali za největší nebezpečí stíhačky F-15, protože předpokládali, že stroje F-16 budou nasazovány hlavně na pozemní podporu vojsk. Při střetu s F-16 měl MiG-23MF spolehnout na výhodu většího doletu raket R-23R, které měly být odpáleny dříve než se do podobné šance dostane i F-16.
Problém nastal při střetu s F-15. Na boj s těmito stíhačkami byla zvolena taktika přečíslení. MiGy-23 měly vzlétat v těsné tříčlenné formaci, aby byly radarem vyhodnoceny jako jeden stroj. Měly by tak číselnou převahu nad dvojčlenným rojem F-15, které Izrael v takových případech nasazoval. Po zahájení boje měly MiGy-23 odlákat F-15 do hornaté oblasti pohoří Libanon (Džabal Lubnán), kde měla letadla AWACS značně snížené schopnosti. Přes značné úsilí se sovětským instruktorům nepodařilo výcvik ukončit, protože začala nová válka. Dne 6. června 1982 izraelská armáda začala operaci „Oran“ a vstoupila do Libanonu. Letecké souboje začaly další den, kdy F-15 sestřelila jeden MiG-23MS. Další den stíhačky F-15 a F-16 sestřelily čtyři MiGy-23 a tři MiGy-21. Dne 9. června 1982 se nad údolím Bikáa odehrála jedna z největších leteckých bitev proudových stíhaček v historii (Operace Mole Cricket 19).
Izrael vyslal skupinu více než 90 letadel, které měly za úkol zničit syrské raketové komplexy. Sýrie proti nim vyslala 54 stíhaček MiG-21 a MiG-23. Setkání se pro syrské letectvo skončilo těžkými ztrátami, když izraelské F-15 sestřelily sedm MiGů-21 a čtyři MiGy-23 a stíhačky F-16 zničily 16 nepřátelských strojů. Izrael při tom údajně neutrpěl žádné ztráty, kromě jedné poškozené F-15, kterou zasáhla raketa R-23R vystřelená MiGem-23MF.
Na počátku roku 2000 izraelská bezpilotní letadla pravidelně létala na průzkumné mise nad Libanonem, ale někdy i do syrského vzdušného prostoru. MiGy-23 byly v reakci často vyslány naproti a údajně sestřelily několik bezpilotních strojů sestřelily, počínaje červencem 2001. Ve skutečnosti bylo v letech 2001 až 2006 nad Sýrií každý rok sestřeleno až 10 izraelských bezpilotních strojů.
11. října 1989 v 11:10 na izraelské letiště Megido dosedl syrský pilot, mjr. Mohamed Abdul Básim se svým MiGem-23ML (č. 2786) bez výzbroje. Dezertoval ze základny Blej v jihozápadní Sýrii; dezerci vysvětlil politickými důvody. Izraelci tak získali nepoškozený letoun, podrobně jej prozkoumali a v roce 1990 byl veřejnosti předveden na leteckém dni ve formaci spolu s letadly F-15C a F-16D. Dnes je tento stroj vystaven v leteckém muzeu na základně Chacerim na jihu Izraele.
Syrská občanská válka
Bývalý MiG-23MS syrského letectva se stal ikonou obléhání letecké základny Abu al-Duhur: 7. března 2012 použili syrští povstalci protitankovou řízenou střelu 9K115-2 Metis-M k zasažení opuštěného MiGu. Později, v březnu 2013, vstoupili na základnu a ukázali opotřebovaný a poškozený MiG. Nakonec základnu v květnu 2013 syrské letectvo bombardovalo, aby vrak zcela zničilo
Syrské MiGy-23BN  24. července 2012 bombardovaly město Aleppo a staly se tak prvními letadly s pevnými nosnými plochami nasazenými v bombardování v syrské občanské válce.
13. srpna 2012 byl údajně sestřelen syrský MiG-23BN povstalci ze Svobodné syrské armády poblíž Dajr az-Zauru, ačkoli vláda tvrdila, že selhal kvůli technickým potížím.
Od té doby byly MiGy-23 syrského letectva spolu s různými stíhačkami syrského letectva pravidelně pozorovány při útocích na syrské povstalce, kteří tvrdili, že různé MiGy byly při různých příležitostech sestřeleny nebo zničeny na zemi.
23. března 2014 byl sestřelen jeden syrský MiG-23 po zásahu rakety AIM-9 Sidewinder vypálené tureckou F-16 v blízkosti syrského města Kessab. Pilot se bezpečně katapultoval a přátelské síly ho vyprostily. Turecké zdroje uvedly, že stíhačka narušila turecký vzdušný prostor a byla sestřelena po několika rádiových varováních, když se blížila k hranici. Další syrský MiG-23 se po vstupu do tureckého vzdušného prostoru vrátil do Sýrie.
15. června 2017 byl jeden jordánský bezpilotní letoun Selex ES Falco sestřelen syrským MiGem-23MLD v blízkosti syrského města Derra. 16. června byl MiGem-23ML sestřelen další Selex ES Falco, oba pomocí střel R-24R.
9. září 2020 havaroval syrský MiG-23 v guvernorátu Dajr az-Zaur bez informací o osudu pilota.

### Irák
Irák koupil první MiGy-23 v roce 1973, aby nahradil stroje Hawker Hunter a MiG-17F. Dodávky trvaly od roku 1974 do roku 1978 a sestávaly z 18 stíhacích letounů MiG-23MS, 36 až 40 bitevních letounů MiG-23BN a několika cvičných MiG-23UB. Zavedení těchto nových letounů se ukázalo pro irácké letectvo jako zvláště obtížné. Výcvik v Sovětském svazu zahrnoval krátké letové časy, a protože Sověti neposkytli žádnou technickou dokumentaci ani letové příručky, museli Iráčané provádět letové zkoušky sami. Navíc byly těžce kritizovány vlastnosti při pojíždějí a vybavení avioniky MiGu-23. Kvalita výroby draků byla také špatná. Není překvapením, že do roku 1978 bylo při nehodách odepsáno nejméně 12 MiGů-23. Další várka MiGů-23MS byla zakoupena na konci 70. let, aby se ztráty kompenzovaly.

#### Íránsko-irácká válka (1980–1988)

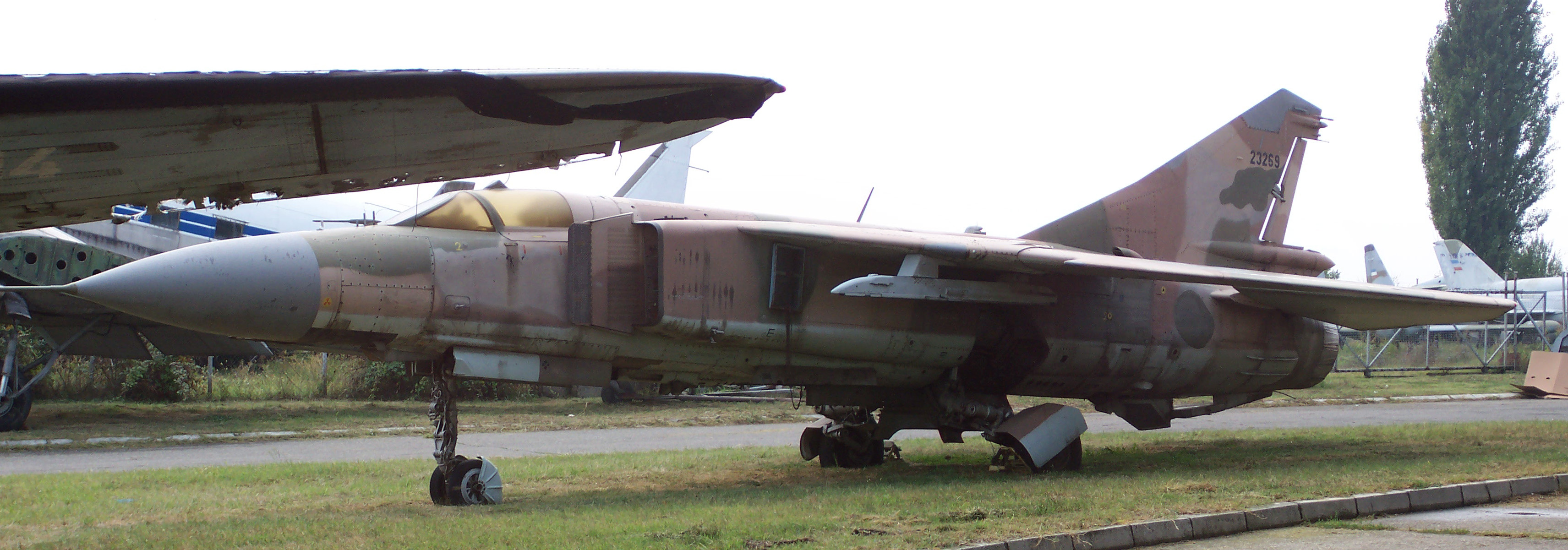
Irácký MiG-23ML v bělehradském leteckém muzeu

MiG-23 se zúčastnil íránsko-irácké války a byl nasazen ve stíhacích i bitevních rolích. První den války (22. září) se MiG-23MS i MiG-23BN účastnily útoků proti íránským leteckým základnám. Následující den irácký MiG-23MS sestřelil íránský Northrop F-5E. Tento den však také znamenal první ztráty MiGů-23 ve válce: tři MiGy-23BN byly sestřeleny íránskými záchytnými stíhači a protivzdušnou obranou. Několik dalších MiGů-23 bylo sestřeleno v následujících měsících, většinou MiG-23BN. K vysokým ztrátám se přidalo embargo uvalené na Irák Sovětským svazem v reakci na válku. Do konce roku 1980 si iráčtí piloti MiGů-23MS nárokovali celkem tři sestřelené F-5E, všechny nad iráckým vzdušným prostorem.
Navzdory embargu bylo v druhé polovině roku 1981 uvedeno do služby pět MiGů-23MF, které byly dodány před vypuknutím války. Ve snaze zopakovat úspěch Mirage F1, které 15. listopadu 1981 sestřelily dva stroje F-14 Tomcat, se piloti iráckých stíhacích MiGů-23 začali o několik dní později pokoušet podobným způsobem proplížit k íránským Tomcatům. Po těchto dvou ztrátách však íránští piloti přizpůsobili svou taktiku. Zatímco F-14 létaly bojové vzdušné hlídky ve velké výšce, dvojice letounů F-5E nebo F-4 Phantom letěly v nízké výšce, aby zabránily iráckým stíhačkám v nepozorovaném přiblížení se k Tomcatům. Tato nová taktika se osvědčila, když byly 25. listopadu sestřeleny dva MiGy-23MF letouny F-14 poté, co byly vizuálně detekovány F-5. Během tohoto období bylo za podobných okolností ztraceno několik dalších iráckých bojových letadel. Jednotky MiG-23BN také nadále trpěly ztrátami, zejména F-14 a střely země-vzduch MIM-23B I-HAWK. Irácké MiGy-23BN dodané v 70. letech měly pouze podprůměrný radarový varovný přijímač a žádné elektronické protiopatření (ECM), přestože za to irácké letectvo zaplatilo. V roce 1982 Sověti zrušili embargo a dodávky letadel byly obnoveny: bylo dodáno 18 dalších MiGů-23MF spolu s 18 MiGy-23BN vybavenými systémem ECM požadovaným od 70. let.
V letech 1983-1984 byly MiGy-23MF použity k zachycení íránských průzkumných letounů RF-4E létajících nad Irákem. I když byla tato letadla neozbrojená, ukázalo se, že je velmi těžké je zachytit a každý jejich let byl chráněn dvojicí F-14; 1. ledna 1984 sestřelily Tomcaty MiG-23MF při doprovodu RF-4E. Později téhož měsíce byl RF-4E sestřelen MiGem-23MF a další následoval v červnu. Ve skutečnosti byly oba jen těžce poškozeny: po úspěšných nouzových přistáních byly nakonec opraveny. Ten rok také znamenal příchod prvních MiGů-23ML; celkem jich Irák objednal nejméně 64. 11. srpna sestřelil jeden z nových MiGů-23ML F-14 pilotovanou plukovníkem íránského letectva Hašemem All-e-Aghou raketou R-60MK nad Perským zálivem. Irácké MiGy-23ML sestřelily další Tomcat 2. září 1986, když byl sestřelen kapitán íránského letectva Ahmad Moradi Talebi při pokusu o přeběhnutí se svým F-14A.
Od roku 1984 přestalo íránské letectvo provozovat své stíhačky nad předními liniemi kvůli vyčerpání personálu i letadel. Iráčané proto začali používat svá letadla k útokům na cíle dále v Íránu. MiGy-23BN se těchto útoků účastnily jako součást větších úderných skupin zahrnujících další bombardéry, stíhací doprovod (často MiG-23MF/ML) a letadla k potlačení nepřátelské protivzdušné obrany (SEAD). Létaly také na mise letecké podpory. Díky snížené přítomnosti záchytných stíhaček íránského letectva a mnohem lepší ochraně nabízené eskortními letouny, měly letouny SEAD a letouny pro elektronický boj ztráty mnohem nižší než během prvních měsíců války.
Podle oficiálních poválečných dokumentů iráckého letectva ztratil Irák celkem 38 MiGů-23BN, tři MiG-23MS, jeden MiG-23MF a jeden MiG-23ML. Uváděné ztráty pro stíhací varianty jsou však mnohem nižší než skutečný počet ztracených letadel. Například počet pilotů, o kterých je známo, že byli zabiti při letu na MiGu-23MS/MF, je dvakrát vyšší než oficiální údaj pro všechny varianty stíhaček MiG-23. Na oplátku si iráčtí piloti MiGů-23 připsali kolem 20 vzdušných vítězství, z nichž sedm bylo potvrzeno po křížovém výslechu s údaji z íránských zdrojů.

#### Invaze do Kuvajtu a válka v Zálivu (1990–1991)
2. srpna 1990 irácké letectvo podpořilo invazi do Kuvajtu letouny MiG-23BN a Su-22 jako hlavními údernými prostředky. Kuvajtská protivzdušná obrana systémem MIM-23 Hawk sestřelila několik iráckých letadel a vrtulníků, mezi nimi i MiG-23BN.
Během války v Zálivu irácké MiGy-23 poškodily dvě EF-111A Raven raketami R-23.
Irácké dokumenty zachycené po invazi do Iráku odhalily, že na začátku operace Pouštní bouře vlastnili 127 MiGů-23, včetně 38 MiGů-23BN a 21 cvičných MiGů-23. Během války v Zálivu hlásilo americké letectvo sestřelení osmi iráckých MiGů-23 s F-15. Irácké dokumenty potvrzují celkové zničení 43 MiGů-23 ze všech příčin, dalších 10 bylo poškozených a 12 dalších uprchlo do Íránu. Irák tak měl po válce pouhých 63 MiGů-23, včetně 18 MiGů-23BN a 12 cvičných.
Spojené státy uvedly, že ztráty F-16C byly způsobeny spíše střelami země-vzduch 2K12 Kub a S-125 Něva než nepřátelskými letouny. Také žádná ztráta Tornada není podle Royal Air Force a italského letectva připisována nepřátelským letadlům.

#### Bezletová zóna a invaze do Iráku (1991–2003)
17. ledna 1993 F-16C amerického letectva zničila irácký MiG-23 raketou AMRAAM. 9. září 1999 překročil osamocený MiG-23 bezletovou zónu směrem k letounům F-14. Jedna F-14 vypálila na MIG raketu AIM-54 Phoenix, ale minula a MiG zamířil zpět na sever. Nicméně při pokusu o přistání havaroval.
V roce 2003, během operace Iraqi Freedom, zůstalo celé irácké letectvo uzemněno. Několik draků po invazi nalezly americké a spojenecké síly v okolí iráckých leteckých základen v opuštěném stavu. A tak tato invaze znamenala konec služby MiGu-23 v iráckém letectvu.

### Libye

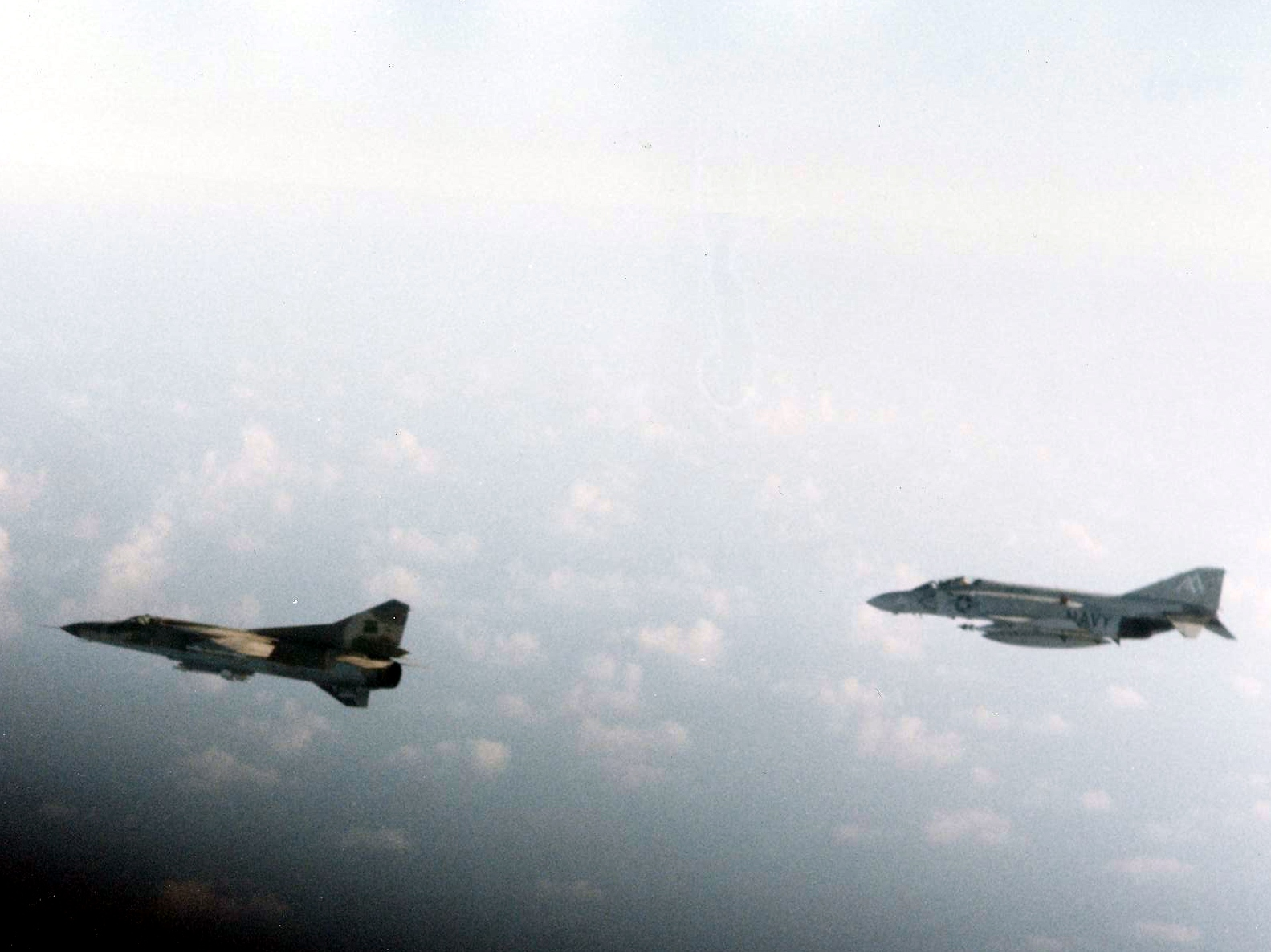
Libyjský MiG-23 nad zálivem Velká Syrta srpnu 1981, následovaný Phantomem těsně před prvním incidentem v zálivu.

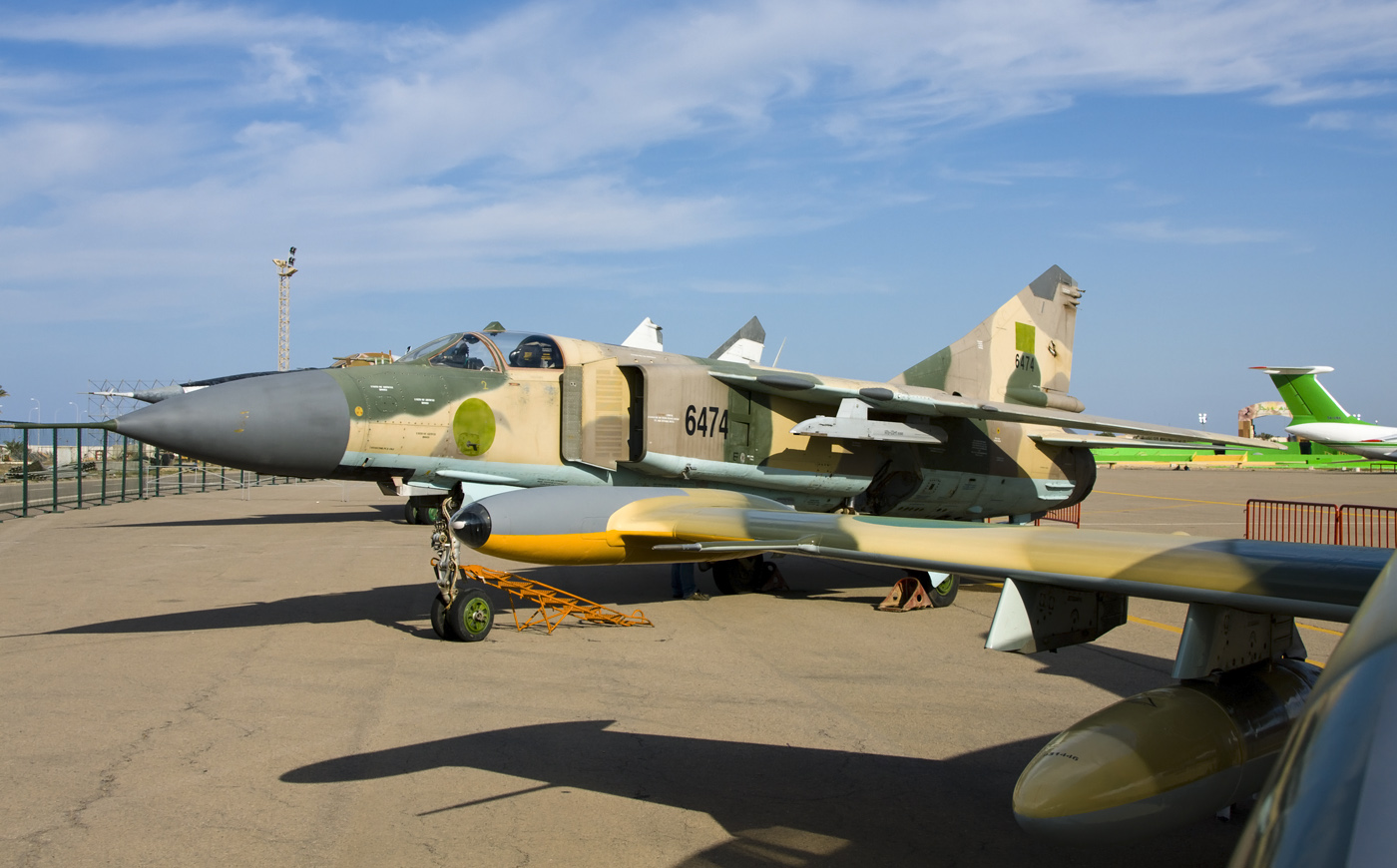
Libyjský MiG-23

Libye v letech 1975 až 1978 obdržela celkem 54 MiGů-23MS a 15 MiGů-23UB a také 35 až 38 MiGů-23BN. Tyto letouny vstoupily do služby u 1040., 1050., 1060. a 1070. perutě. 1040. a 1050. peruť byla obsazena personálem syrského letectva.
Jeden libyjský MiG-23MS byl sestřelen egyptskou stíhačkou MiG-21 během libyjsko-egyptské války v roce 1977 při podpoře úderu na letiště v Mersa Matruh, což přinutilo zbývající MiG přerušit misi. Při jedné potyčce v roce 1979 se dva libyjské MiGy-23MS střetly se dvěma egyptskými MiGy-21MF, které byly modernizovány tak, aby mohly nést západní výzbroj včetně raket AIM-9P3 Sidewinder. Libyjští piloti udělali chybu, když se pokusili svižnější egyptské MiGy-21 vymanévrovat a jeden MiG-23MS byl nakonec sestřelen Mjr. Salem Mohammadem pomocí střely AIM-9P3 Sidewinder, zatímco druhý využil své vyšší rychlosti k úniku.
18. července 1980 byly na severní straně masivu Sila, uprostřed italské Kalábrie, nalezeny trosky libyjského letounu MiG-23MS. Zesnulý pilot, kapitán Ezzedin Fadhel chalil, byl nalezen stále připoutaný ve vystřelovací sedačce.
V srpnu 1981 se libyjské stíhačky MiG-23MS dostaly do patové situace s americkým námořnictvem, což vedlo k prvnímu incidentu v zálivu Velká Syrta, ačkoli při této příležitosti nebyly zapojeny do žádných skutečných bojů.
V polovině 80. let vstoupily do služby u libyjského letectva novější verze MiGu-23. V roce 1984 bylo přijato kolem 20 MiGů-23MF k přezbrojení 1060. perutě. Ve stejném období bylo objednáno také 48 MiGů-23MLD. K provozování těchto letadel vznikly dvě perutě, 1023. a 1024.
Libyjské MiGy-23 byly nasazeny i během čadsko-libyjského konfliktu v různých rolích počínaje rokem 1981. Během prvních let jejich služby byly obě varianty MiG-23MS i MiG-23BN používány téměř výhradně k pozemním útokům. Později ve válce došlo i na bojové vzdušné hlídky, přičemž se používaly i pokročilejší varianty MiG-23MF a MiG-23MLD. 5. ledna 1987 byl sestřelen libyjský MiG-23 a o několik měsíců později, 5. září 1987, provedly čadské síly pozemní útok na leteckou základnu Maaten al-Sarra v Libyi a zničily několik libyjských letadel na zemi, mezi nimi i tři MiGy-23. 8. října 1987 byl MiG-23BN sestřelen pozemní palbou, přičemž jeho pilot byl zachráněn vrtulníkem.
Záchytné MiGy-23 používala Libye i při akci v zálivu Velká Syrta v roce 1986. Přestože s nimi létaly agresivně a jejich piloti se občas snažili dostat se do palebné pozice za americké stíhačky (s malým úspěchem), ani MiGy-23 ani jejich protivníci proti sobě nespustili palbu.
Dvě libyjské stíhačky MiG-23MF byly sestřeleny letouny F-14A amerického námořnictva při druhém incidentu v zálivu Velká Syrta v roce 1989.

### Kuba
Kuba v Angole
Kubánské MiGy-23ML a jihoafričtí piloti Mirage F1 se během kubánské intervence v Angole několikrát setkali a jedno z nich mělo za následek vážné poškození Mirage F1.
27. září 1987, během operace Moduler, dva piloti MiGů-23 překvapili dvojici Mirage a vypálili rakety: Alberto Ley Rivas narazil na Mirage pilotovanou kapitánem Arthurem Douglasem Piercym s dvojicí raket R-23R (některé zdroje uvádějí R-60), zatímco druhý kubánský pilot vypálil jednu R-60 na Mirage pilotovanou kapitánem Carlem Gagianem. Přestože byly rakety naváděny na Mirage, pouze jedna R-23R explodovala dostatečně blízko, aby způsobila poškození přistávací hydrauliky Mirage kapitána Piercyho (a podle některých údajů i přistávací padák letadla). Poškození pravděpodobně přispělo k tomu, že Mirage při přistání vybočila z dráhy, načež došlo ke zhroucení příďového podvozku. Nosem dopadla na zem tak silně, že vyletělo Piercyho vystřelovací sedadlo. V důsledku tohoto vymrštění ze země byl Piercy paralyzován. Letoun byl odepsán, ale velká část draku a komponentů byla použita k opravě další nehodou poškozené Mirage F1 a jeho návratu do provozu. Celkem si Kubánci připsali 6 vzdušných vítězství s MiGy-23 (1 zničeno, 1 poškozeno a 4 nebyly potvrzeny).
Angolské MiGy-23 předčily jihoafrické stíhačky Mirage F1CZ a F1AZ z hlediska výkonu/zrychlení, radarových/avionických schopností a zbraní vzduch-vzduch. Rakety R-23 a R-60 MiGu-23 daly pilotům angolského letectva schopnost zasáhnout jihoafrické letouny z většiny aspektů. Jihoafrické letectvo, ochromené mezinárodním zbrojním embargem, bylo nuceno používat zastaralou verzi francouzské střely Matra R.550 Magic nebo střely rané generace V-3 Kukri, které měly ve srovnání s R-60 a R-23 omezený dolet a výkon. Navzdory těmto omezením byli jihoafričtí piloti schopni vektorovat v rámci palebné křivky a odpalovat střely vzduch-vzduch na MiG-23 (snímky z fotokulometů to dokazují). Střely buď minuly nebo bez efektu explodovaly za zadní části letounu, spíše než aby naletěly na horký drak letadla.
Povstalci z UNITA, oponující kubánským/MPLA silám, sestřelili řadu MiGů-23 raketami FIM-92 Stinger dodanými Američany. Pozemní síly Jihoafrické republiky sestřelily MiG-23, který prováděl nálet na přehradu Calueque, pomocí protiletadlového děla Ystervark (dikobraz) ráže 20 mm.

### Egypt
Egypt se stal jedním z prvních exportních zákazníků, když v roce 1974 zakoupil osm stíhacích letounů MiG-23MS, osm bitevních MiG-23BN a čtyři cvičné MIG-23UB a soustředil je do jediné letky se základnou v Mersa Matruh. Do roku 1975 byly ale všechny egyptské MiGy-23 staženy z aktivní služby a uskladněny kvůli posunu egyptské zahraniční politiky směrem na Západ a ztrátě podpory SSSR.
Počínaje rokem 1978 Čína zakoupila z Egypta dvě stíhačky MiG-23MS, dva MiGy-23BN, dva MiGy-23UB, deset MiGů-21MF a deset střel vzduch-země KSR-2 (AS-5 Kelt) výměnou za proudová letadla Shenyang J-6 plus náhradní díly a technickou podporu pro egyptskou flotilu MiGů-17 a MiGů-21 dodaných SSSR. Číňané použili letoun jako základ pro svůj projekt J-9, který však nikdy nepřekročil fázi výzkumu.
O něco později bylo zakoupeno zbývajících šest MiGů-23MS a šest MiGů-23BN, dále 16 MiGů-21MF, dva Suchoje Su-20, dva MiGy-21U, dva vrtulníky Mil Mi-8 a deset raket KSR-2 Foreign Technology Division - speciálním oddělením amerického letectva, zodpovědného za vyhodnocování technologií protivníka. Ty byly vyměněny za podporu zbraní a náhradních dílů, včetně střel AIM-9J/P Sidewinder, které byly instalovány na zbývající egyptské MiGy-21.

### Etiopie
MiGy-23, které Sovětský svaz dodal Mengistu Haile Mariamovi a režimu Derg, byly intenzivně používány etiopským letectvem proti řadě povstaleckých partyzánů bojujících proti vládě během etiopské občanské války. Podle zprávy Human Rights Watch z roku 1990 nebyly útoky, často s použitím napalmu nebo fosforu a kazetové munice, zaměřeny pouze na rebely, ale záměrně proti civilnímu obyvatelstvu (v Eritreji i Etiopii) a humanitárním konvojům.
Etiopské MiGy-23 byly nasazeny při pozemních útočných a úderných misích i za pohraniční války s Eritreou od května 1998 do června 2000, dokonce několikrát zasáhly cíle na letišti v eritrejském hlavním městě Asmara. Tři etiopské MiGy-23BN byly sestřeleny eritrejskými MiGy-29.
29. listopadu 2020 údajně havaroval MiG-23 etiopského letectva během konfliktu v Tigraji u Abiy Addi, 50 kilometrů západně od Mekele. Po zachycení Tigrajskou lidově osvobozeneckou frontou, která tvrdila, že ho sestřelila, kolovaly nespolehlivé snímky pilota, na nichž byl pilot s jeho helmou ZŠ-7 (původně určenou pro Su-27 a MiG-29), leteckým oblekem, anglickým manuálem pro MiG-23 a místo havárie se zuhelnatělými kovovými částmi.

### Indie

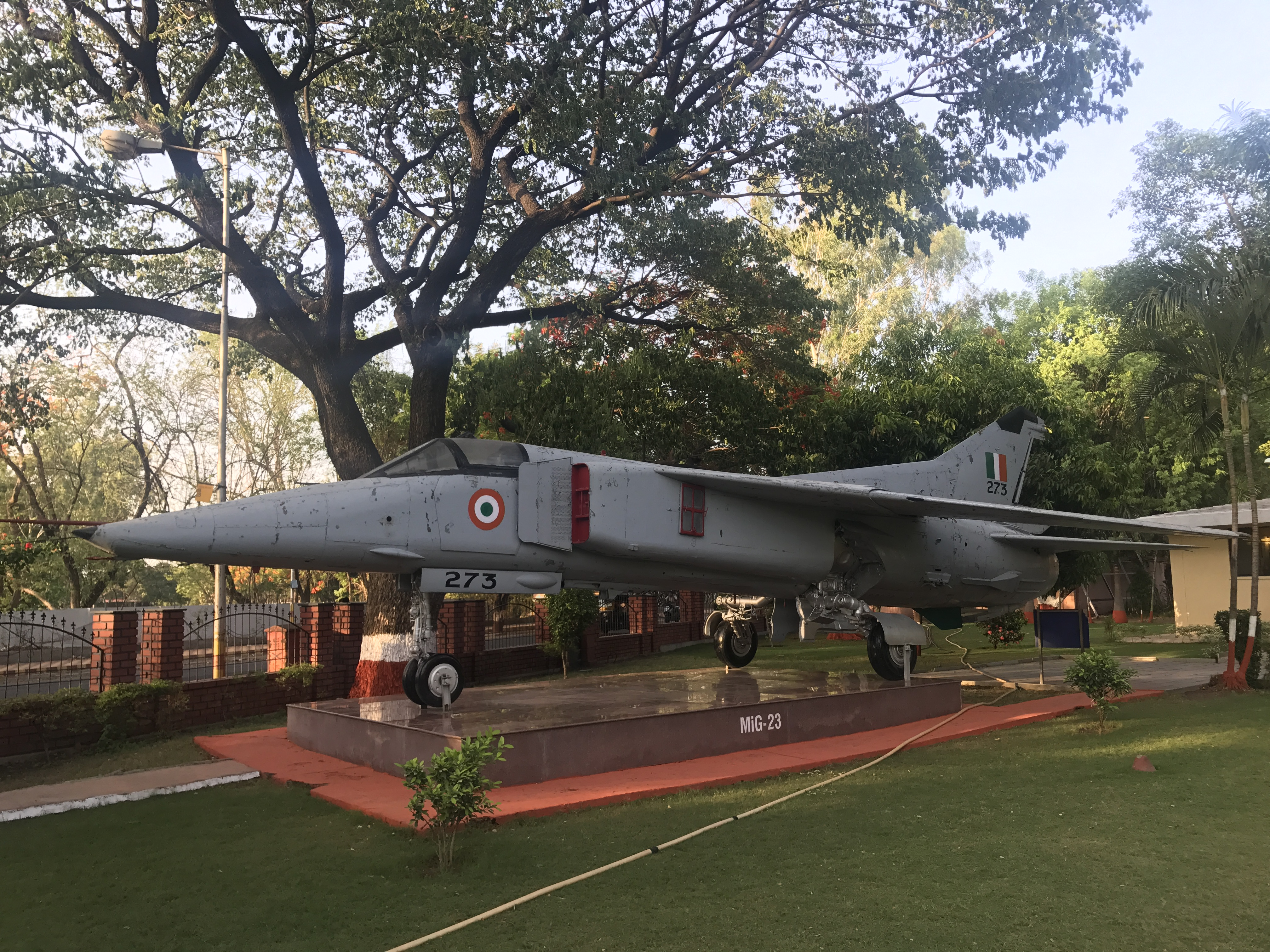
MiG-23BN nasazený při opereci Safed Sagar

26. května 1999 zahájily indické síly letecké útoky během Kárgilské války. MiG-23BN, létající z indických letišť Šrínagar, Avantipur a Adampur, se připojil k dalším indickým úderným letounům MiG-21, MiG-27, Jaguar a Mirage 2000 v úderech na nepřátelské pozice.

### Súdán
Súdán obdržel rozsáhlou vojenskou pomoc, včetně 12 MiGů-23MS a jednoho MiGu-23UB od kdysi nepřátelské Libye počínaje rokem 1987. Rychle vstoupily do služby v boji proti Lidovým obranným silám Jižního Súdánu (SPLA) v roce 1988 během druhé súdánské občanské války. Řada těchto proudových letadel byla ztracena buď při pozemní palbě nebo havarovala. V roce 1990 Libye stáhla své vojenské poradce ze Súdánu a zbývající čtyři stíhačky MiG-23 byly uskladněny. Od roku 2010 začal Súdán s pomocí ruských, běloruských a etiopských techniků lokálně renovovat své letouny MiG-23 s obrázky čerstvě natřených a renovovaných letounů kroužících online. Jeden nouzově přistál a začal hořet během letových zkoušek v roce 2016.

## Varianty

### První generace

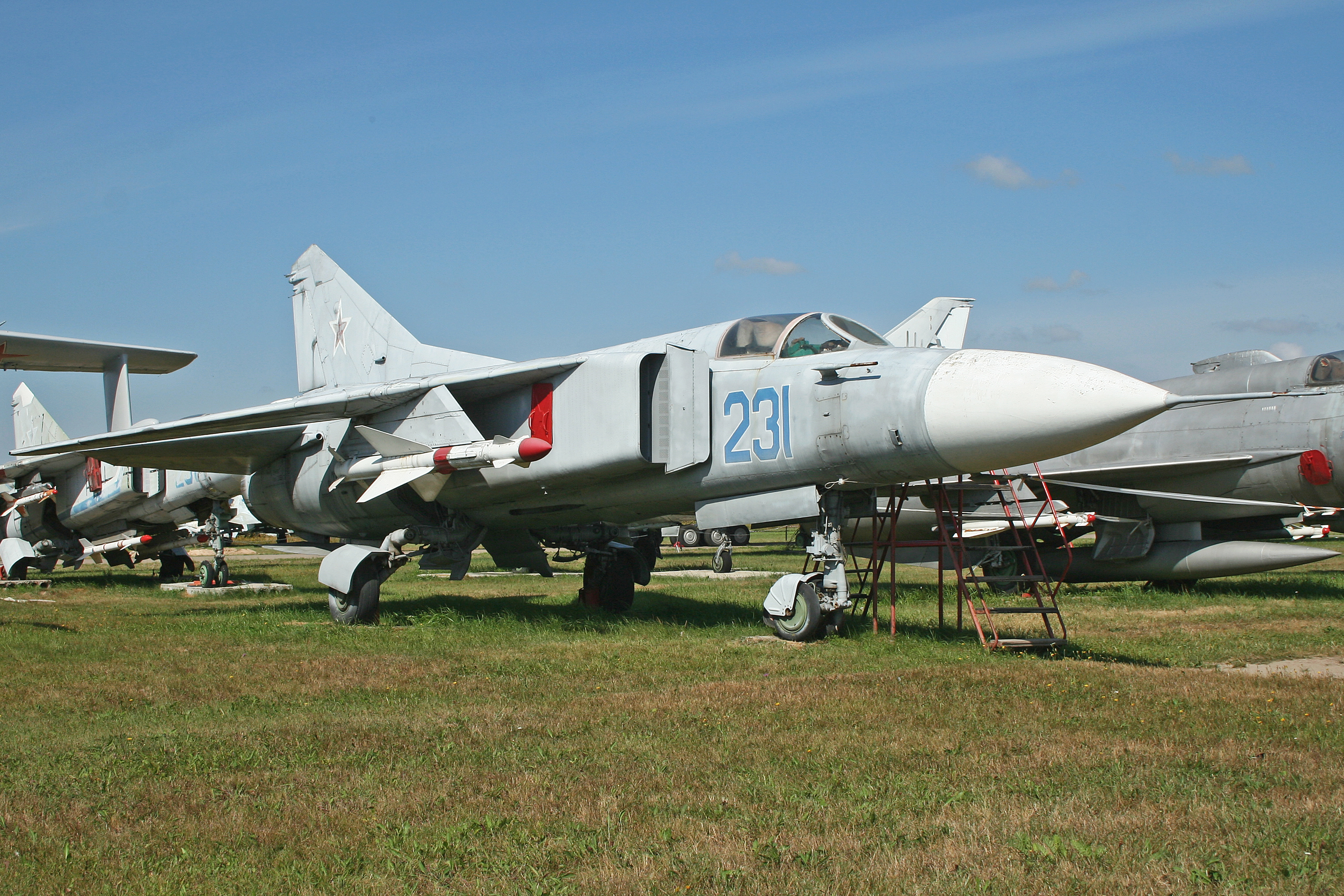
Prototyp Je-231 v muzeu v Moninu

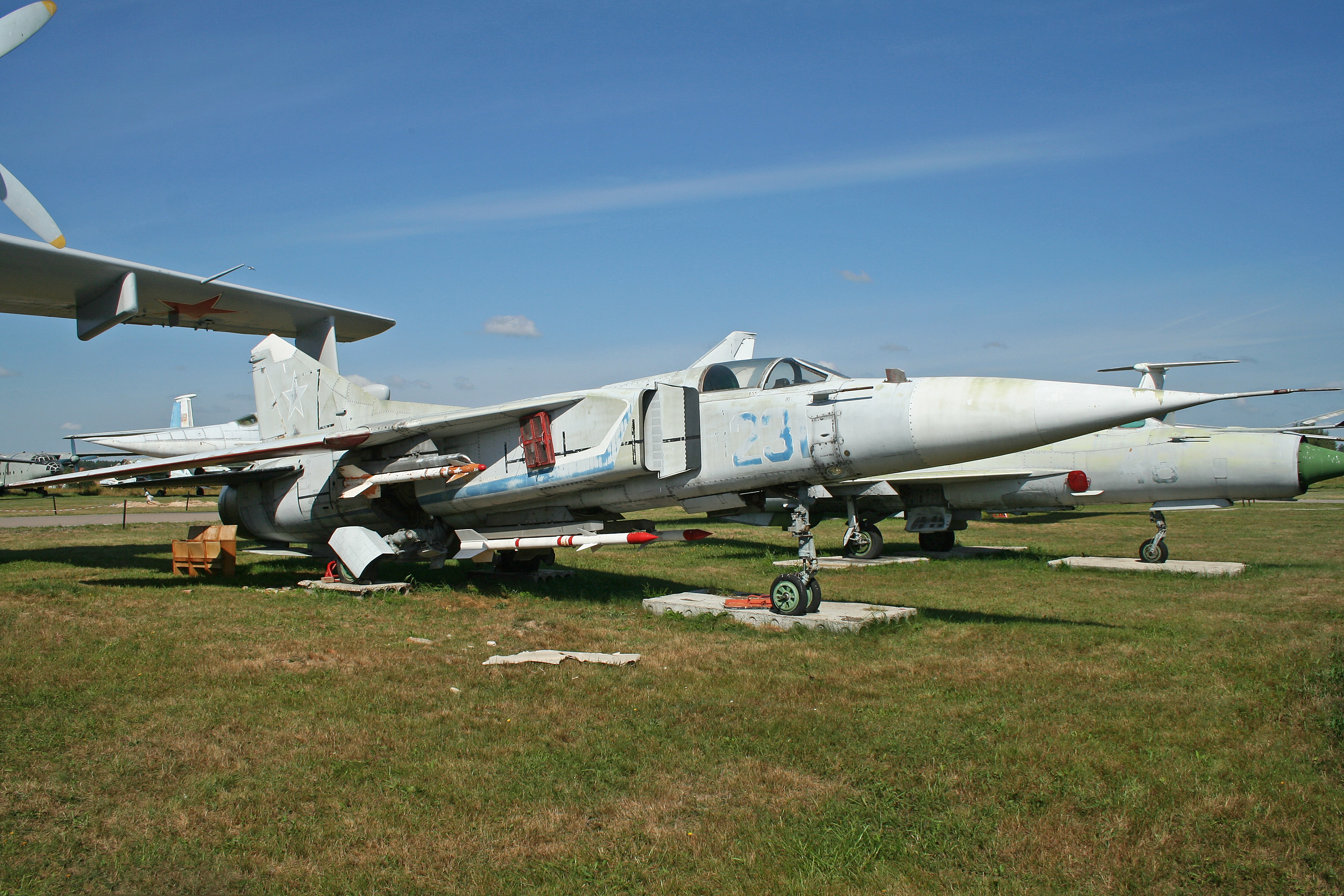
Předprodukční verze MiGu-23S v Moninu, 2012

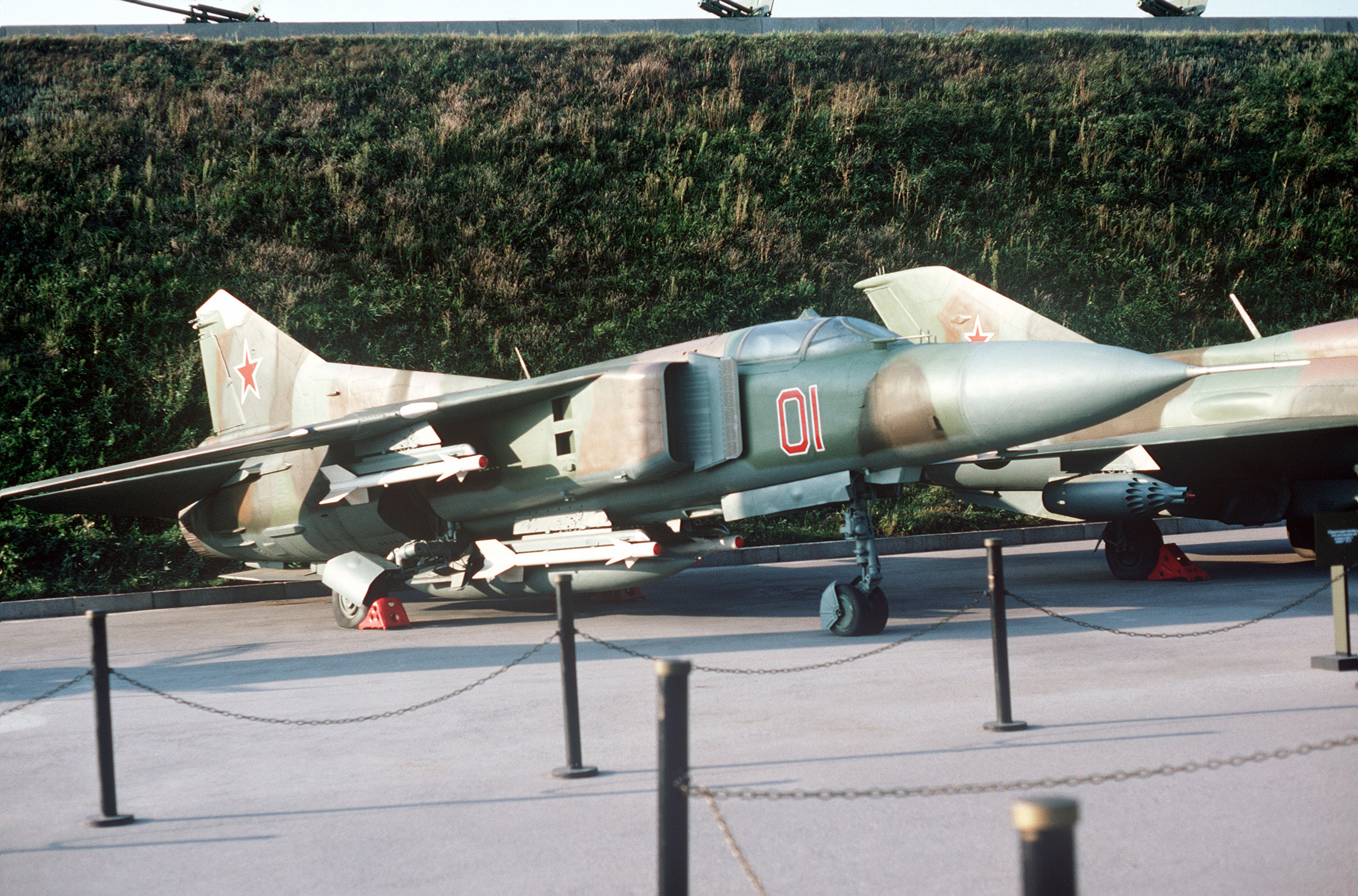
MiG-23M "Flogger-B" v muzeu v Kyjevě

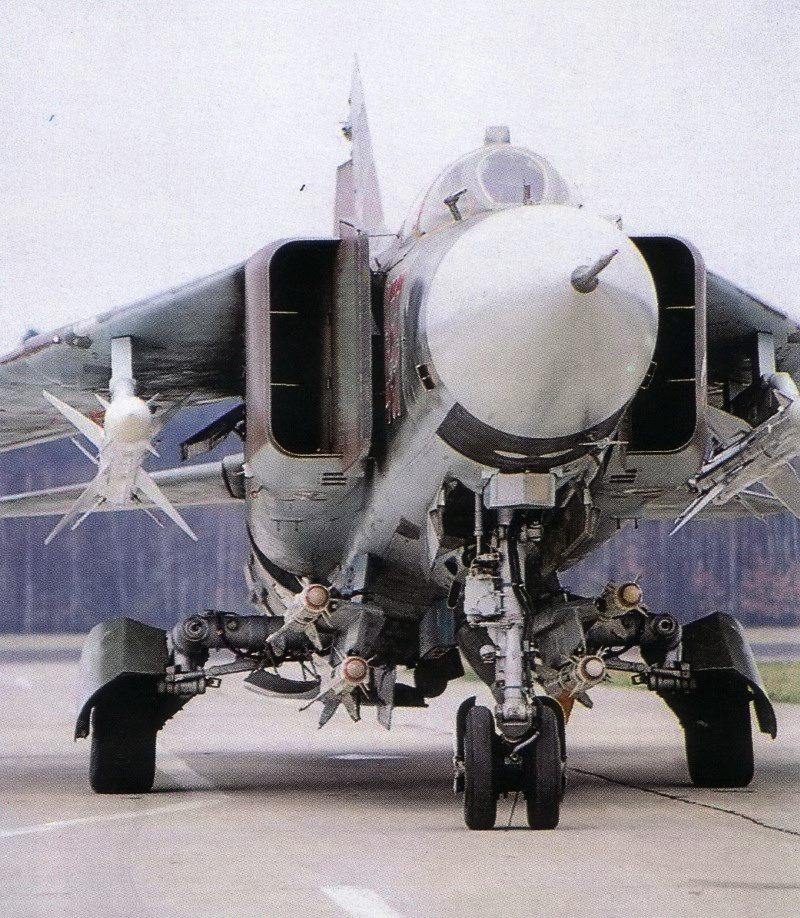
Polský MiG-23MF

Je-231("Flogger-A") bylo označení prototypu MiGu-23 vyrobeného k testovacím účelům. Ačkoliv měl experimentální model stejný základní design jako pozdější modely MiG-23/-27, postrádal pilovou náběžnou hranu běžnou u pozdějších variant. Sdílí také konstrukční prvky s letounem Suchoj Su-24, i když ten se dočkal větších úprav.
MiG-23("Flogger-A") byl předprodukční model, který postrádal zbraňové závesy, ale byl vyzbrojen hlavňovou výzbrojí a měl pilovou náběžnou hranu pozdějších MiGů-23. To také znamenalo rozdilný bod návrhů MiG-23/-27 a Su-24.
MiG-23S("Flogger-A") byla počáteční výrobní varianta. Prozatímní verze byla navenek podobná prototypu, ale protože vývoj radaru Sapfir-23 drhnul, byl vybaven radarem RP-22SM Sapfir a postrádal IRST (infračervený vyhledávací systém). První MiGy-23S byly poháněny proudovým motorem R-27F-300 se suchým tahem 67,62 kN (15 200 lbf) a 78,5 kN (17 600 lbf) s přídavným spalováním; pozdější verze používala vylepšený R-27F2M-300 se suchým tahem 64,53 kN (14 510 lbf) a 98 kN (22 000 lbf) s přídavným spalováním.
První MiG-23S vzlétl 21. května 1969 a od července 1969 do poloviny roku 1973 bylo zapojeno do vleklých zkoušek ministerstvem leteckého průmyslu a letectvem celkem 11 MiGů-23S. Právě během této testovací fáze byla objevena řada závad MiGu-23 – včetně nebezpečného chování při velkém úhlu náběhu, sklonu k přetočení za určitých okolností a vzniku trhlin ve spojích mezi středem trupu a křídly – došlo i k několika nehodám se ztrátami na životech. Mezi lety 1969 a začátkem 70. let bylo vyrobeno kolem 60 standardních MiGů-23S. Tyto však zaznamenaly pouze krátkou frontovou službu u 4. CBPiPLS a 979. IAP, než je četné problémy se spolehlivostí donutily ke stažení ze služby.
MiG-23("Flogger-A") byla další prozatímní variantou, která od konce roku 1970 nahradila MiG-23S; ačkoliv byl znám jednoduše jako MiG-23, byl také nazýván MiG-23 edice 1971. Byl prvním vybaveným radarem Sapfir-23 (ačkoli šlo o nespolehlivý model Sapfir-23L, který postrádal možnost útočit z výšky na cíle proti pozadí země) umožňující odpálení střely R-23R s poloaktivním naváděním spolu se zaměřovačem/HUD ASP-23D a infračerveným systémem TP-23. Přepracovaný trup posunul ocasní plochy dozadu o 86 cm, přidal žebrované aerodynamické brzdy a vložil další palivovou nádrž o objemu 470 l. Nový design křídla známý jako křídlo edice 2, zvětšil plochu o 20 procent, aby zlepšil jeho plošné zatížení, ale vedl ke změně nastavení rozložení; přidal na náběžné hraně také výrazný „psí zub“, ale odstranil sloty na náběžné hraně, což usnadnilo jejich výrobu, ale zvýšilo již tak nebezpečné problémy s ovládáním a stabilitou. MiG-23 edice 1971 byl poháněn proudovým motorem R-27F2-300 o jmenovitém tahu 67,62 kN (15 200 lbf) za sucha a 98 kN (22 000 lbf) s přídavným spalováním.
V roce 1971 bylo vyrobeno kolem 80 MiGů-23 edice 1971. Tyto krátce sloužily u frontových stíhacích pluků VVS, až nakonec byly v roce 1978 přiděleny k výcvikovým rolím.
MiG-23M("Flogger-B") Varianta MiGu-23 první generace, která vznikla v největších počtech. MiG-23M poprvé vzlétl v červnu 1972 a stal se hlavním stíhačem vojsk protivzušné obrany, který měl možnost útočit z výšky na cíle proti pozadí země. Zatímco první stíhačky byly vybaveny radarem Sapfir-23L, rychle jej nahradil vylepšený Sapfir-23D (a v roce 1975 Sapfir-23D-III), umožňující MiGu-23M nést dvojici střel R-23 a raket R-60. Mezi další vylepšení elektroniky patřil tříosý automatický systém řízení letu/autopilot SAU-23A a navigační systém Poljot-11-23. Vylepšená konstrukce křídla, definitivní křídlo edice 3, si zachovalo design edice 2, ale přidalo zpět přední sloty pro zlepšení letových vlastností. Varianta byla poháněna vylepšeným proudovým motorem Tumanskij R-29-300 (izdělije 55a) (vycházel z R-27). Dával suchý tah 81,35 kN (18 290 lbf) a 122,5 kN (27 500 lbf) s přídavným spalováním. Byly také zavedeny pylony s potrubím, které při plném roztažení křídel umožnily MiGu-23M nést 800litrové přídavné nádrže.
Výroba byla zahájena v moskevské továrně Znamja Truda v roce 1972 a v roce 1974 dosáhla působivých více než třiceti draků za měsíc, s vrcholy až čtyřiceti měsíčně. První MiGy-23M vstoupily do služby u 4. CBPiPLS v roce 1973, brzy je následovaly frontové pluky VVS umístěné ve východním Německu; v polovině 70. let také malý počet pluků PVO přešel na MiG-23M. Problémy s konstrukčními prvky draku letadla a selhání mechanismu měnitelné geometrie křídla však vedly k samoúčelnému omezení 5-G až do roku 1977, kdy tento problém řešily kontroly kvality a opatření na posílení a umožnily letkám MiGu-23M provádět základní stíhací manévry. Pro VVS a PVO bylo v letech 1972 až 1978 vyrobeno kolem 1300 MiGů-23M.
MiG-23MF("Flogger-B") Jednalo se o exportní variantu odvozenou z MiGu-23M vyráběného v letech 1978 až 1983 v továrně Znamja Truda. Jedna verze (izdělije 2A nebo 23-11A), určená k prodeji v rámci Varšavské smlouvy byla prakticky stejná jako MiG-23M s malými rozdíly v komunikaci a vybavení IFF. Druhá (izdělije 2B nebo 23-11B) byla navržena k prodeji pro určité klientské státy třetího světa. Stejně jako 23-11A obsahoval radar Sapfir-23D-III (přeznačený na Sapfir-23E), ale postrádal funkce elektronického protiopatření (ECCM) a měl celkově nižší výkon. Jejich komunikační zařízení bylo také méně výkonné a z některých letadel byl odstraněn datový okruh Lasour-SMA. Do roku 1981 byly ty MiGy dodávány zákazníkům s raketami R-13M namísto R-60.
MiG-23MS("Flogger-E") Další exportní varianta. MiG-23MS byla ochuzenou verzí MiGu-23M pro zákazníky z třetího světa, kterým nelze důvěřovat vyspělou technologií MiGu-23MF. Při použití stejného draku a motoru jako měl MiG-23M byl MiG-23MS vybaven stejnou výzbrojí a vybavením jako MiG-21S/SM. Horší exportní verze radaru RP-22SM dala MiGu-23MS jeho výrazně krátší čelní kryt, zatímco spodní infračervený systém byl odstraněn. Jediné střely, které dokázal odpálit, byly až čtyři střely vzduch-vzduch R-3S a R-3R, i když později byly přidány vylepšené R-13M. Tato varianta se vyráběla v továrně Znamja Truda v letech 1973 až 1978, přičemž 54 strojů bylo odesláno do Sýrie, osmnáct do Iráku, osm do Egypta a 54 do Libye. Egypt předal několik svých MiGů-23MS Číně a Spojeným státům k technickému posouzení.
MiG-23MP("Flogger-E") Prakticky identický s MiGem-23MS. Jediný rozdíl byl v tom, že MiG-23MP přidal nad pylon dielektrickou hlavu, což je funkce spojená s verzemi pro pozemní útoky. Šlo o možný vývojový prototyp, ale bylo vyrobeno velmi málo kusů a žádný nebyl exportován.
MiG-23U("Flogger-C") MiG-23U byla dvoumístná cvičná varianta založená na MiGu-23S a poprvé se objevila šest měsíců po představení jednomístného letounu. Jeho jediným hlavním konstrukčním rozdílem bylo přidání druhého kokpitu, kde byl umístěn prostor pro vybavení, což si vyžádalo jeho přesunutí do přepracované přídě. Zachoval si kanón GŠ-23L z MiGu-23S s 200 náboji a mohl nést až 3 000 kg (6 600 lb) pum. MiG-23U, vybavený systémem řízení zbraní S-21 soustředěným na radaru Sapfir-21M, mohl odpalovat střely R-3S a R-13M. Stejně jako u MiGu-23 edice 1971 a MiGu-23M byla přidána čtvrtá palivová nádrž o objemu 470 litrů. Výroba MiGu-23U začala v Irkutsku v roce 1971 a nakonec přešla na MiG-23UB.
MiG-23UB("Flogger-C") Další dvoumístný cvičný MiG-23UB uskutečnil svůj první let 10. dubna 1970, přičemž výroba byla zahájena později ve stejný rok v Irkutském leteckém závodě. Byl vybaven systémem řízení letu SAU-23UB a navigačním systémem Poljot-11-23, skládající se z taktické navigační pomůcky RSBN-6S, referenčního gyra SKV-2N2 a leteckého datového systému DV-30 a DV-10. Zatímco raná sériová letadla obsahovala radar Sapfir-21M, brzy byl nahrazen balastními bloky pod kuželovou kovovou kapotáží. Kromě toho počínaje rokem 1971 sériově vyráběné MiGy-23UB dostaly křídlo edice 3 a od roku 1979 stroje dodávané plukům s MiGy-23M/ML dostávaly omezovač SOUA pro omezení úhlu náběhu na 28 stupňů. Výroba MiGu-23UB pro letectvo a protivzdušnou obranu pokračovala do roku 1978 a do roku 1985 pro exportní zákazníky. Vzniklo více než 1000 MiGů-23UB, z toho 760 pro letectvo a protivzdušnou obranu.

### Druhá generace

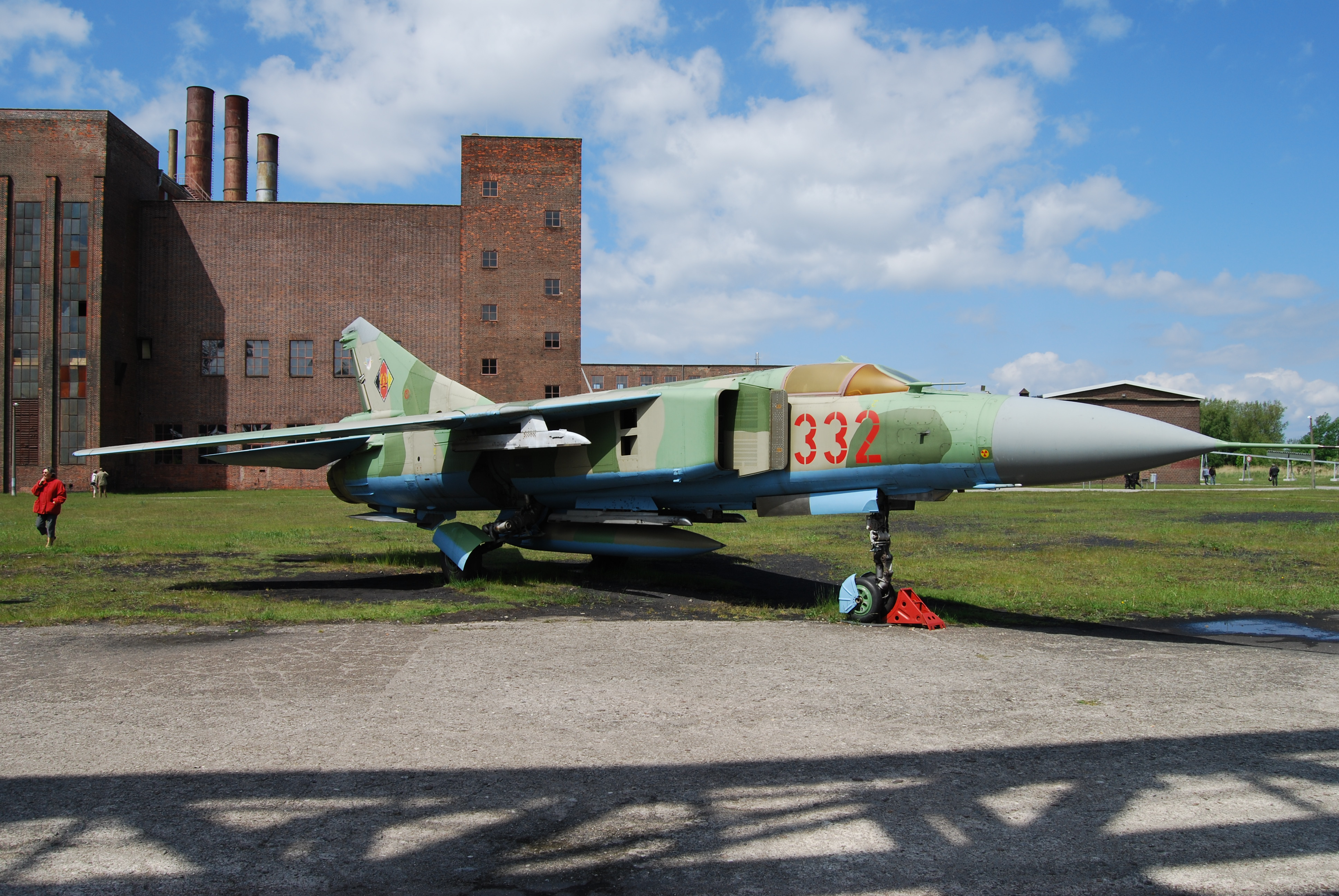
MiG-23ML 332 ve vojensko-hisorickém muzeu na Peenemünde

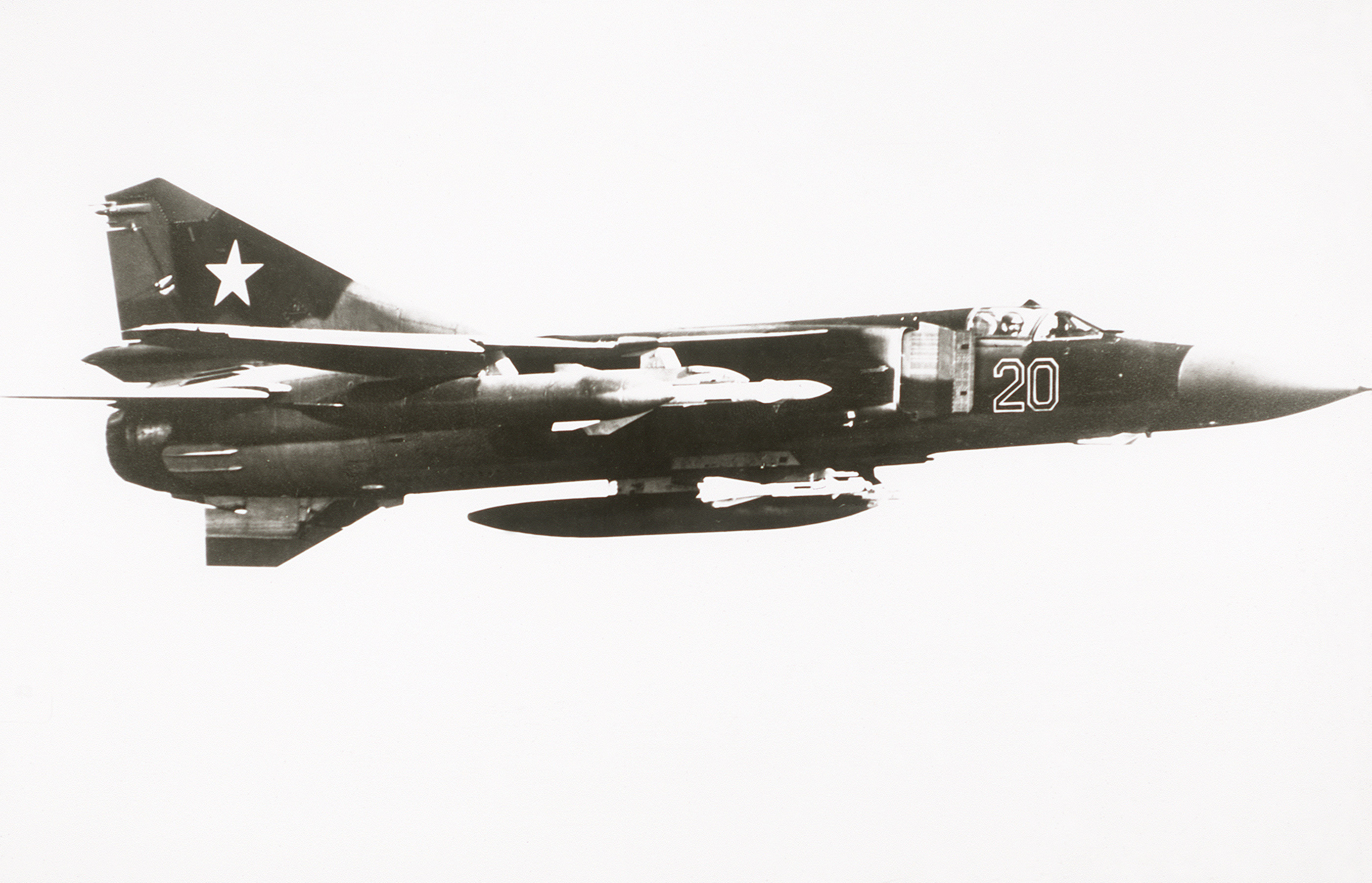
MiG-23MLA s raketou R-23R pod křídlem, R-60 pod trupem a s přídavnou nádrží

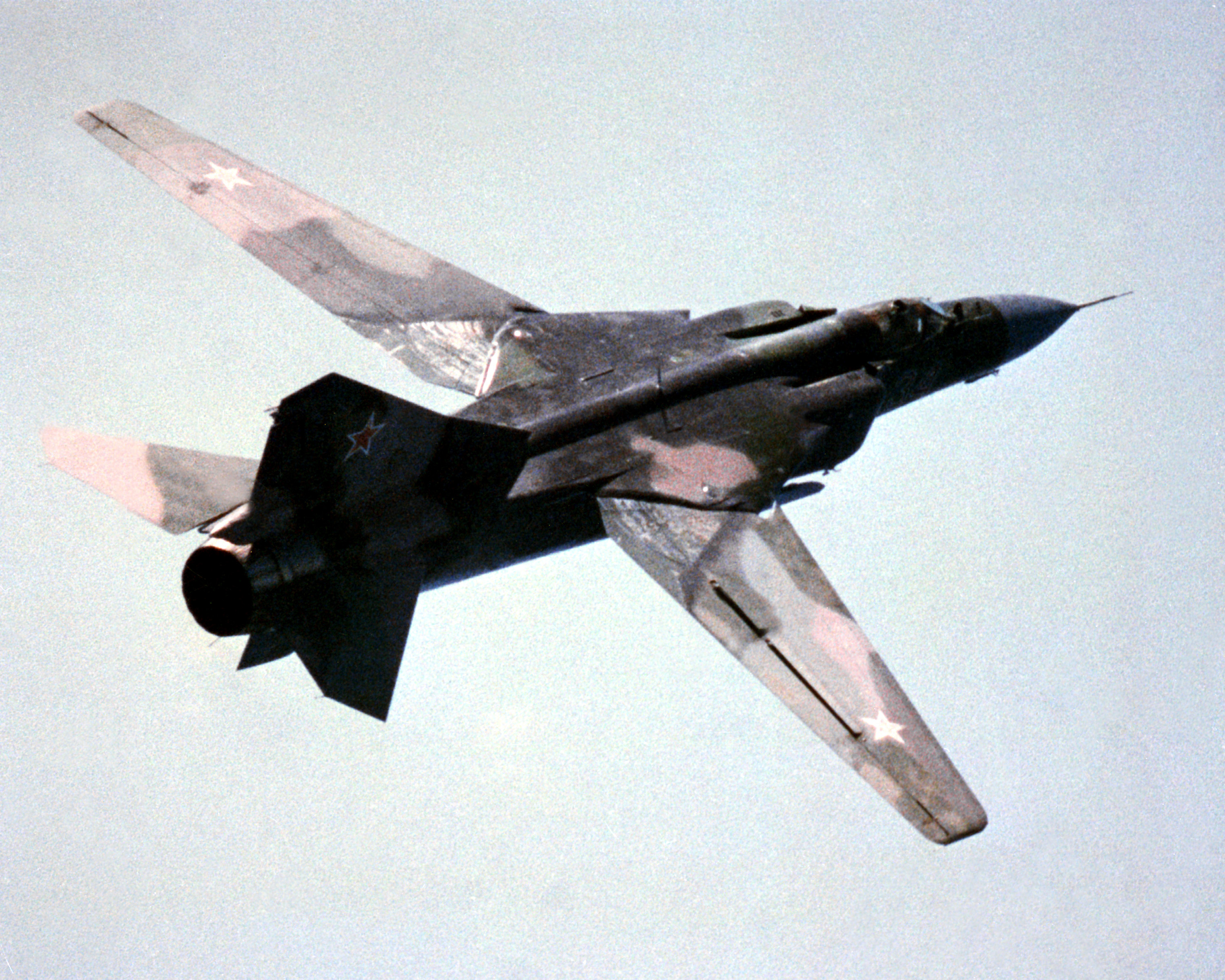
Sovětský MiG-23MLD "Flogger-K"

MiG-23P("Flogger-G") Jednalo se o specializovanou variantu přepadového letadla protivzdušné obrany vyvinutou pro Vojska protivzdušné obrany jako prozatímní nízkonákladovou odstávku, která nahradila Su-9/Su-11 a MiG-19P/PM, které byly stále ve službě. MiG-23P (P - Pěrechvatčik neboli interceptor) měl stejný drak a pohonnou jednotku jako MiG-23ML, ale avionika byla vylepšena, aby splňovala požadavky PVO a profily misí. Jako radar sloužil vylepšený Sapfir-23P (N006), který mohl fungovat ve spojení se zaměřovačem/HUD ASP-23P (později nahrazený vylepšeným ASP-23ML-P) pro lepší schopnosti možnost útočit z výšky na cíle proti pozadí země s rostoucí hrozbou nízko letících strojů jako F-111. Infračervený systém (IRST) byl však odstraněn. Autopilot SAU-23P zahrnoval nový digitální počítač, který ve spojení s datovým okruhem Lasur-M umožňoval pozemním stanicím řízeného zachycování (GCI) nasměrovat letadlo k cíli; při takovém zachycení stačilo pilotovi jen ovládat motor a používat zbraně. MiG-23P byl v 80. letech nejpočetnějším stíhačem protivzdušné obrany –  v letech 1978 až 1981 vzniklo kolem 500 letounů – ale nikdy nebyl vyvážen. Vydržel ve službě také po rozpadu Sovětského svazu, přičemž poslední jednotky MiG-23P byly ve službě až do roku 1998. Zajímavé je, že v simulovaném vzdušném boji BVR (za hranici viditelnosti) se MiG-23P se zkušenými piloty ukázal jako rovnocenný nebo dokonce lepší než Su-27.
MiG-23bis("Flogger-G") Podobný MiGu-23P s tím rozdílem, že byl obnoven systém IRST a těžkopádný radarový dálkoměr byl nahrazen novým průhledovým displejem (HUD).
MiG-23ML ("Flogger-G")Rané varianty MiGu-23 měly řadu konstrukčních nedostatků, včetně pevnosti a spolehlivosti draku, výkonu motoru, manévrovatelnosti a výkonu radaru. Byla provedena značná přestavba draku, jejímž výsledkem byl MiG-23ML (L - Ljogkij nebo „odlehčený“), který dostal označení NATO "Flogger-G". Prázdná hmotnost byla snížena o 1 250 kg (2 760 lb) odstraněním trupové palivové nádrže č. 4. Aerodynamika byla vylepšena pro menší odpor s odstraněným prodloužením hřbetní ploutve. Nižší hmotnost draku letadla a přepracování hlavních podvozkových jednotek vedly k odlišnému posedu na zemi, s přídí letadla v nižší poloze ve srovnání s vyvýšenou přídí dřívějších variant. Strukturální slabiny, zejména otočný mechanismus křídla, byly posíleny, takže drak letadla byl nyní dimenzován na G-limit 8,5 při rychlostech pod Mach 0,85 a 7,5-G při vyšších rychlostech. To také umožnilo nastavit omezovač úhlu náběhu na 20-22° s křídly zcela zataženými dozadu a dále 28-30°.
Nový model motoru, R-35F-300, nyní poskytoval maximální suchý tah 83,82 kN (18 840 lbf) a 128,08 kN (28 790 lbf) s přídavným spalováním. To vedlo k výrazně zlepšenému poměru tahu k hmotnosti 0,83 (oproti 0,77 u MiGu-23M), i když v reálných podmínkách by byl poměr nižší kvůli „odladění“ motoru a nižší měrné spotřebě paliva o 1,96. kg/kgf.h při maximálním dodatečném spalování (oproti 2,09 u dřívějšího R-27F2M-300). Po počátečních problémech se spolehlivostí se také prodloužila doba mezi generálními opravami na 450 hodin, i když stejně jako dřívější motory byla omezena na pouhých deset hodin při plném vojenském výkonu nebo přídavném spalování..
Také avionika byla výrazně vylepšena. Standard S-23ML zahrnoval radar Sapfir-23ML a infrasystém TP-23ML. Navigační sada Poljot-21-23, datový okruh Lasour-23SML, systém řízení letu SAU-23AM a radarový výškoměr RV-5R Reper-M byly všechny vylepšeními předchozích systémů. Díky novému zbraňovému systému SUV-2ML mohl MiG-23ML nést oba typy střel R-23 BVR (za hranici viditelnosti) a pod křídlové pylony mohly být umístěny podvěsy 23mm kanonů UPK-23-250.
Podle konstrukční kanceláře Mikojan byla celkově bojová účinnost MiGu-23ML asi o 20 procent lepší než u MiGu-23M. Okamžitá rychlost otáčení byla 16,7° za sekundu při rychlosti v zatáčce 780 km/h (480 mph) a úhlu náběhu 27°; průměrná rychlost otáčení byla 14,1° za sekundu. Dokončení zatáčky o 360° ve výšce 1000 m (3300 ft) trvalo 27 sekund při průměru 6,5-G, se vstupní rychlostí 900 km/h (560 mph) a konečnou rychlostí 540 km/h (340 mph) ). Ve stejné výšce trvalo zrychlení z 600 km/h (370 mph) na 1 000 km/h (620 mph) při plném přídavném spalování 12 sekund, zatímco rychlost stoupání byla 215 m/s (710 ft/s). S narůstající nadmořskou výškou výkon klesal. Celková doba, za kterou MiG-23ML vzlétl a dosáhl 15 000 m (49 000 stop) při zrychlení na Mach 2,1 s plným přídavným spalováním, byl 4,3 minuty.
Prototyp MiGu-23ML poprvé vzlétl 21. ledna 1975 a rychle se dostal do sériové výroby později téhož roku, i když exportní zákazníci dostávali MiG-23MF dalších sedm let. Pro sovětské a exportní uživatele bylo v letech 1978 až 1983 vyrobeno více než 1 100 MiGů-23ML (a jejich derivátů včetně MiGu-23MLA).
MiG-23MLA("Flogger-G") Pozdější výrobní varianta „ML“ byla označena „MiG-23MLA“. Stíhačka poprvé vzlétla v roce 1977, sériová výroba začala v roce 1978 a prodej zahraničním zákazníkům začal v roce 1981. Externě bylo „MLA“ totožné s „ML“. Interně měl „MLA“ vylepšený radar Sapfir-23MLA (N003) s lepším dosahem, spolehlivostí a odolností ECM a funkci frekvenčního odstupu, která umožňovala kooperativní skupinové pátrací operace, protože radary se nyní vzájemně nerušily. Měl také nový HUD/zaměřovač ASP-17ML a od roku 1981 schopnost odpalovat vylepšené střely Vympel R-24R/T. Byl zahrnut nový 26ŠI IRST, který měl maximální dosah detekce 15 km (9,3 mil) pro cíl velikosti stíhacího letounu ve velké výšce pracující na plný výkon nebo 45 km (28 mil) pro cíl velikosti bombardéru. Jeho snímací pole však bylo ve srovnání s radarem omezené: pouze 60° v azimutu a 15° v elevaci. Stejně jako u MiGu-23MF existovaly dvě různé subvarianty MiGu-23ML pro export: první verze byla prodávána zemím Varšavské smlouvy a byla velmi podobná sovětským letounům. Druhá varianta měla ochuzený radar a byla dodávána spojencům z třetího světa.
MiG-23MLD("Flogger-K") MiG-23MLD byl konečnou stíhací variantou MiGu-23. Hlavním cílem modernizace bylo zlepšit manévrovatelnost, zejména během vysokých úhlech náběhu, což bylo identifikováno jako hlavní nedostatek MiGu-23M/ML. Pitotovy trubice byly vybaveny vírovými generátory a vrubové kořeny náběžné hrany křídla byly 'pilovité', aby fungovaly také jako vírové generátory. Systém řízení letu zahrnoval syntetické zastavovací zařízení/omezovač signálů SOS-3-4 používaný na MiGu-29 ke zlepšení ovládání a bezpečnosti při manévrech s vysokým úhlem náběhu. Zesílení otočného čepu křídla umožnilo přidání čtvrté polohy vychýlení křídla o 33°, která měla zmenšit poloměr otáčení a umožnit rychlé zpomalení během soubojů. S křídly v poloze 33° se však MiG-23MLD mnohem hůře ovládal a trpěl špatnou akcelerací. Přesunutí křídel do této polohy bylo primárně vyhrazeno zkušeným pilotům MiG-23, zatímco bojové příručky nadále zdůrazňovaly polohu 45°.
Významná vylepšení byla provedena v avionice začleněním radaru Sapfir-23MLA-II (N008), který se vyznačoval větším dosahem, spolehlivostí, odolností ECM a vylepšenými režimy pro možnost útočit z výšky na cíle proti pozadí země v nerovném terénu. Radar také obsahoval režim boje zblízka se schopností vertikálního skenování pokrývajícího úzký sektor před stíhačkou. Proti cíli velikosti bombardéru operujícímu ve středních až vysokých výškách měl Sapfire-23MLA-II maximální dosah detekce 70 km (43 mi). Mezi další vylepšení patřil radarový výstražný přijímač SPO-15L Berjoza, digitální taktický radionavigační/automatický přistávací systém A-321 Klystron, automatický systém řízení letu SAU-23-18 a letový zapisovač SARP-12-24 odolný proti nárazu. Schopnost přežití se zlepšila díky dvojici šestiranných dávkovačů dýmovnic/světlic směrem dolů namontovaných v pylonu středové osy pod trupem, doplněných dvěma třicetirannými dávkovači dýmovnic/světlic BVP-50-60 směřujícími nahoru.
Protivzdušné obraně nebyly dodány žádné nové letouny „MLD“, protože se chystal vstoupit do výroby pokročilejší MiG-29. Místo toho byly všechny sovětské letouny verze „MLD“ přestavěny z verzí „ML/MLA“ a upravené na standard „MLD“, přičemž od května 1982 do května 1985 ve třech zařízeních údržby VVS v Kubince, Čuhujivu a Lvově vzniklo 560 exemplářů. Stejně jako u dřívějších verzí MiGu-23 byly nabízeny dvě odlišné exportní varianty. Na rozdíl od sovětských strojů se jednalo o nově postavená letadla, i když postrádaly aerodynamická vylepšení sovětských „MLD“; V letech 1982 až 1984 bylo dodáno 16 exemplářů do Bulharska a 50 do Sýrie. Jednalo se o poslední vyrobené jednomístné stíhačky MiG-23.

### Bitevní varianty

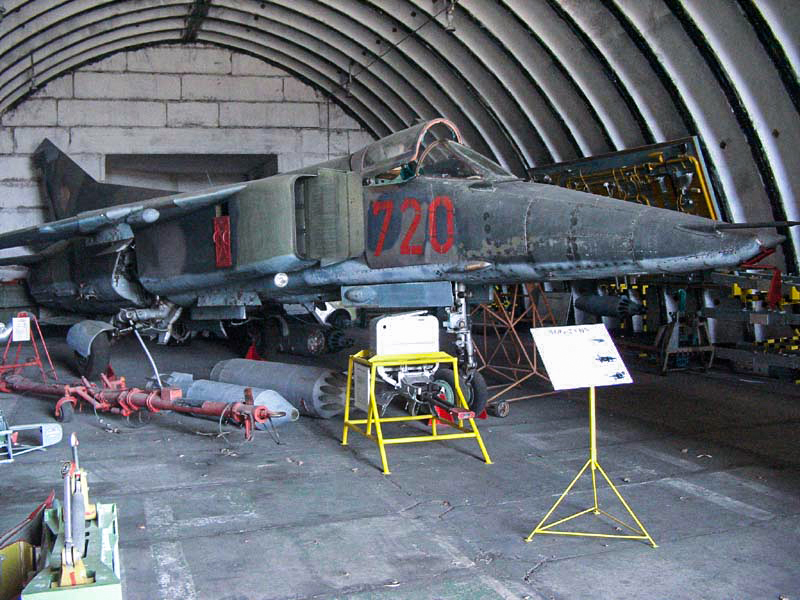
Východoněmecký MiG-23BN

MiG-23B("Flogger-F") Vznikl pro potřeby nového stíhacího bombardéru. Byl podobný MiGu-23S, ale s přepracovanou přídí a dielektrickou hlavou těsně nad pylonem. V ploché a zúžené přídi byl na místo radaru zaměřovač PrNK Sokol-23. Systém zahrnoval analogový počítač, laserový dálkoměr a pumový zaměřovač PBK-3. Navigační souprava a autopilot byly aktualizovány, aby poskytovaly přesnější bombardování, zatímco pylony byly posíleny, aby se zvýšila maximální nosnost pum na 3 000 kg. K zlepšení schopnosti přežití stíhačky byl Flogger-F vybaven soupravou elektronického boje (EW) a do palivových nádrží byl umístěn systém inertního plynu, aby se zabránilo požáru. Schopnost přežití a viditelnost pilotů byla také zvýšena zvednutím jejich sedadla a pancéřováním čelního skla kokpitu. Místo motoru R-29 byl MiG-23B vybaven proudovým motorem Ljulka AL-21.
První prototyp MiGu-23B, „32-34“, vzlétl 20. srpna 1970. I když byl vybaven stejným křídlem jako MiG-23S, všechny následující modely měly vylepšený design edice 2. Protože bylo však motoru AL-21 potřeba pro letouny Suchoj Su-17 a Su-24, vznikly v letech 1971 až 1972 vyrobeny pouze tři prototypy a 24 sériových letounů MiG-23B. Omezení na AL-21 také zabránilo exportu typu MiG- 23B.
MiG-23BK("Flogger-H") Exportní varianta vyhrazená zemím Varšavské smlouvy. Kromě systému PrNK-23 byly na vstupní ústrojí namontovány další radarové varovné přijímače.
MiG-23BN("Flogger-H") Modernizovaná verze MiGu-23B, MiG-23BN, se lišila tím, že byla vybavena křídly edice 3 a motorem R-29 současných stíhacích variant, spolu s drobnými aktualizacemi elektroniky a vybavení. Dalším hlavním rozdílem bylo odstranění dielektrické hlavy zavedené u MiGu-23B. Výroba probíhala v letech 1973 až 1985 a vzniklo celkem 624 MiGů-23BN, i když jen malý počet sloužil v jednotkách protivzdušné obrany a zbytek byl exportován. Jednodušší verze určená pro zákazníky z třetího světa se ukázala být poměrně populární a efektivní. Poslední MiG-23BN v indických službách vzlétl 6. března 2009, pilotoval jej velitel Tapas Randžan Sahu z 221. perutě.
MiG-23BM("Flogger-D") Modernizace MiGu-23BK, MiG-23BM nahradil původní systémy PrNK-23 PrNK-23M a analogový počítač digitálním počítačem. Do služby byl zaveden jako MiG-27.
MiG-23BM experimentální letoun("Flogger-D") Tato experimentální varianta, předchůdce MiGu-27, se od standardního MiGu-23BM lišila tím, že její dielektrické hlavy byly přesunuty z pylonů přímo na kořeny křídla.
MiG-27(NATO: "Flogger-D") V roce 1975 byla představena zjednodušená verze pro pozemní útoky s jednoduchými pitotovými trubicemi, bez radaru a zjednodušeným motorem s dvoupolohovou tryskou přídavného spalování.

## Uživatelé

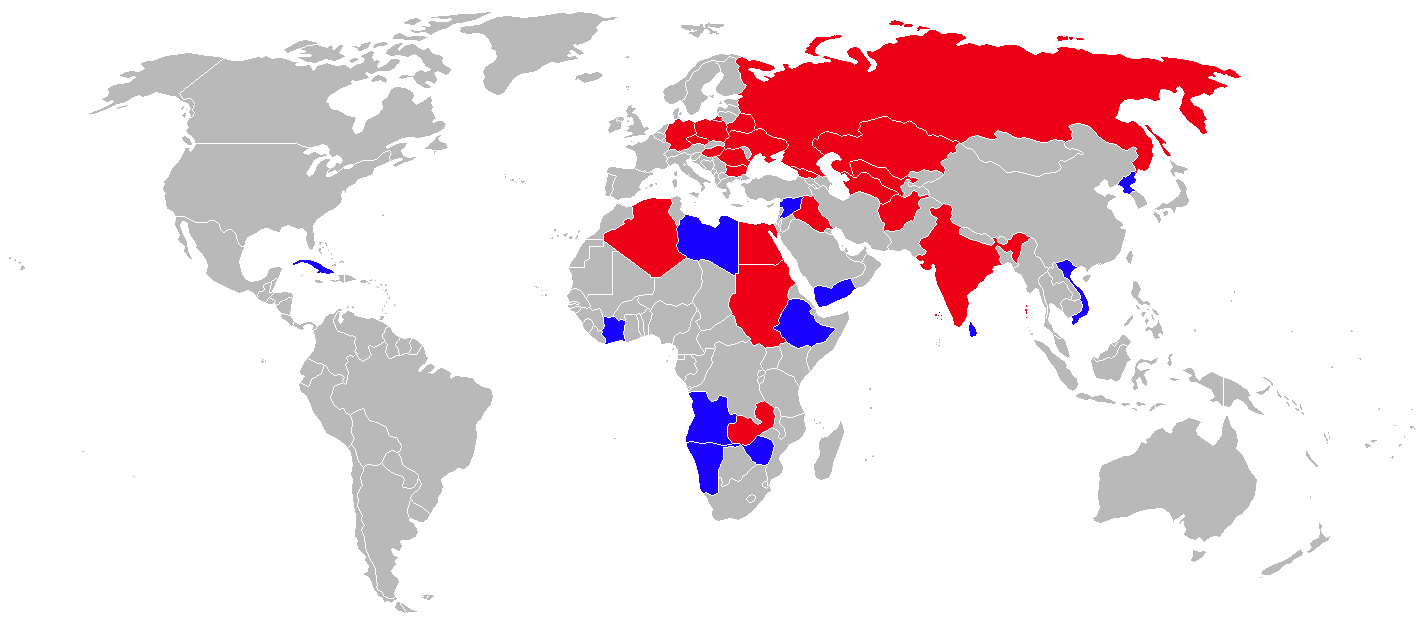
Uživatelé strojů MiG-23 (bývalí uživatelé jsou vyznačení červenou barvou)

### Současní

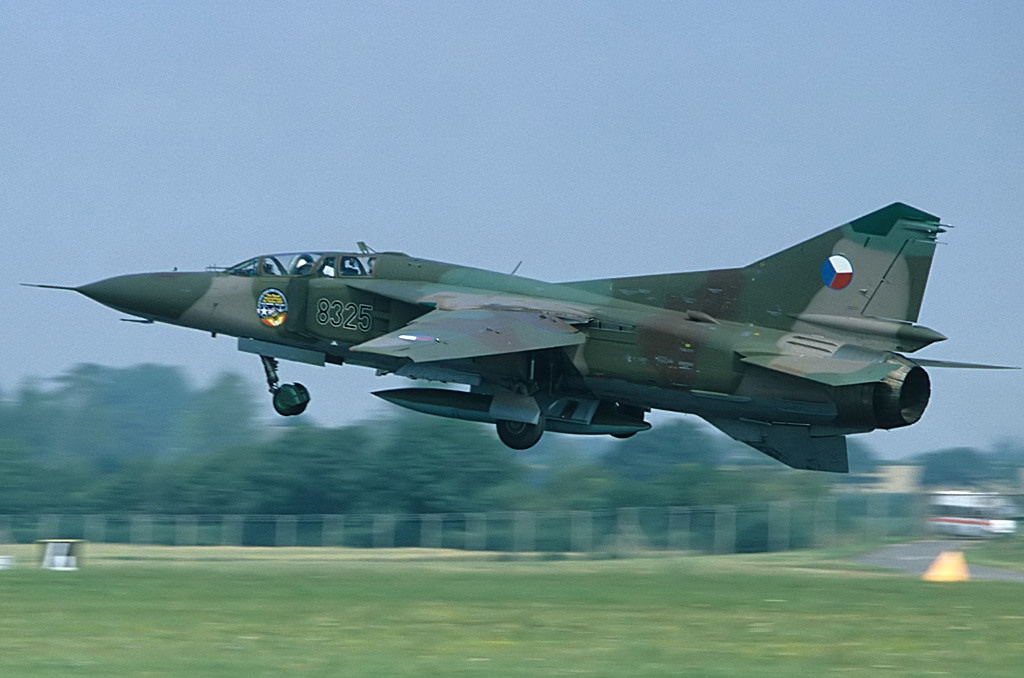
Český MiG-23UB

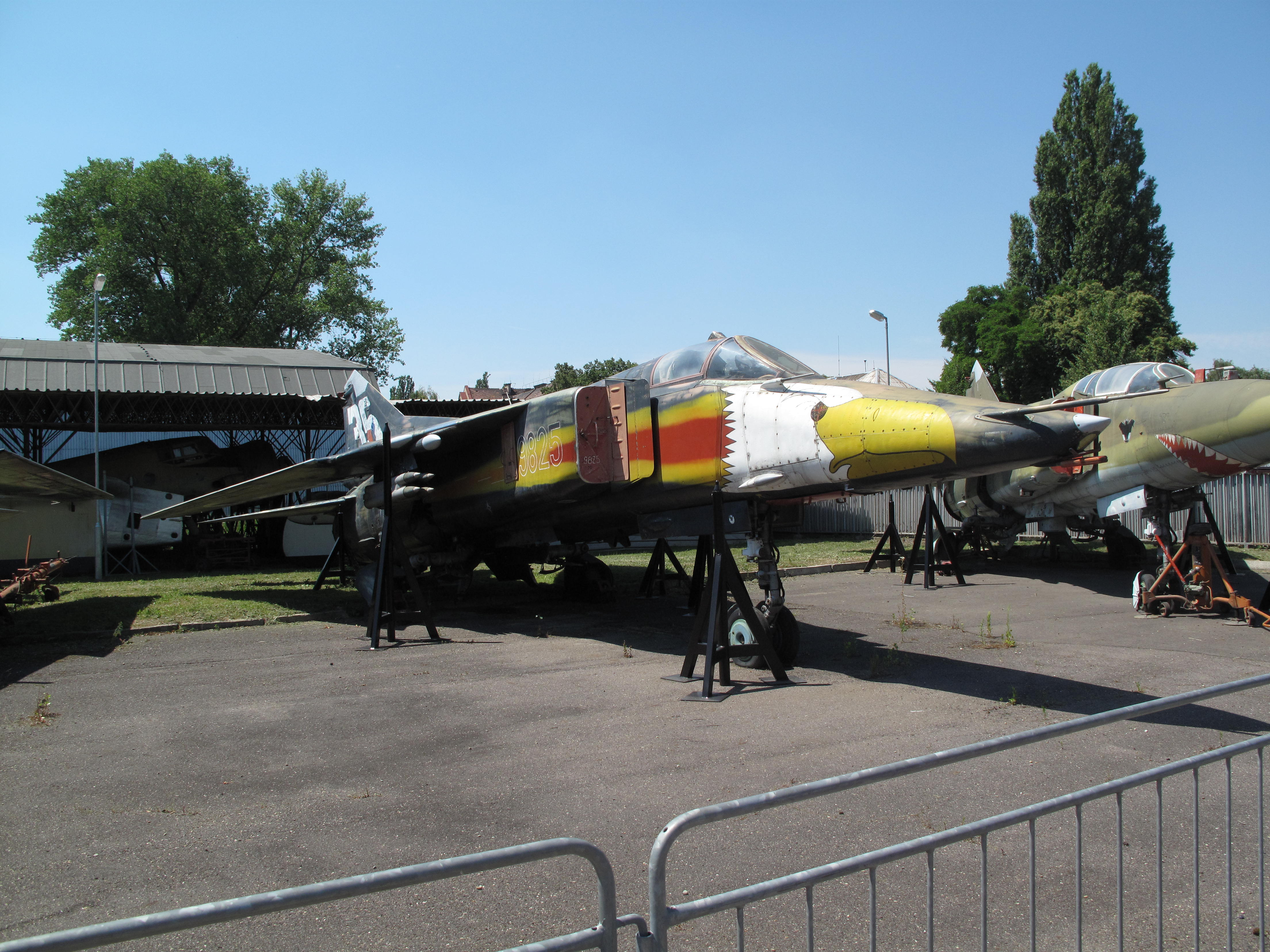
MiG-23BN v muzeu Kbely

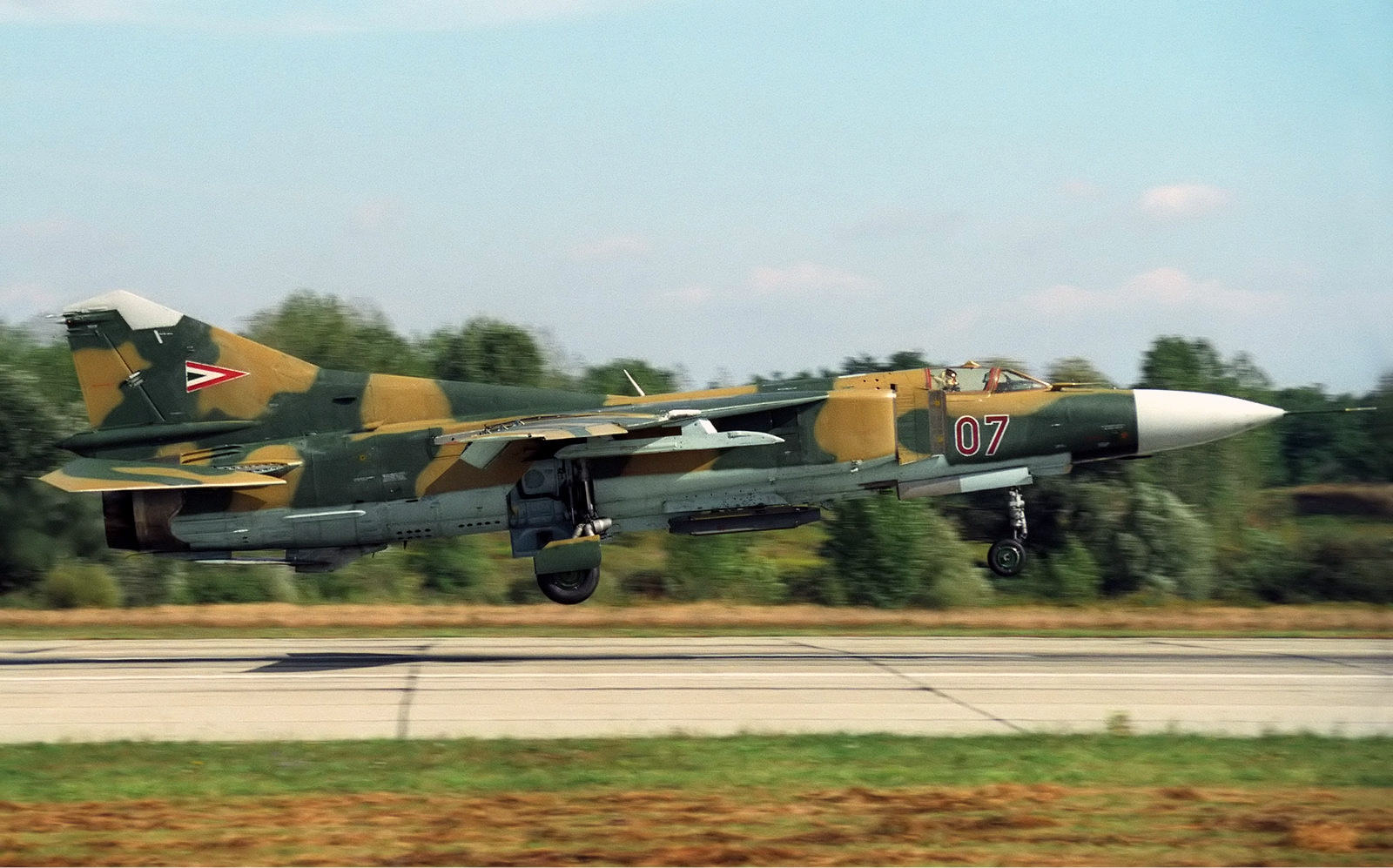
Maďarský MiG-23MF

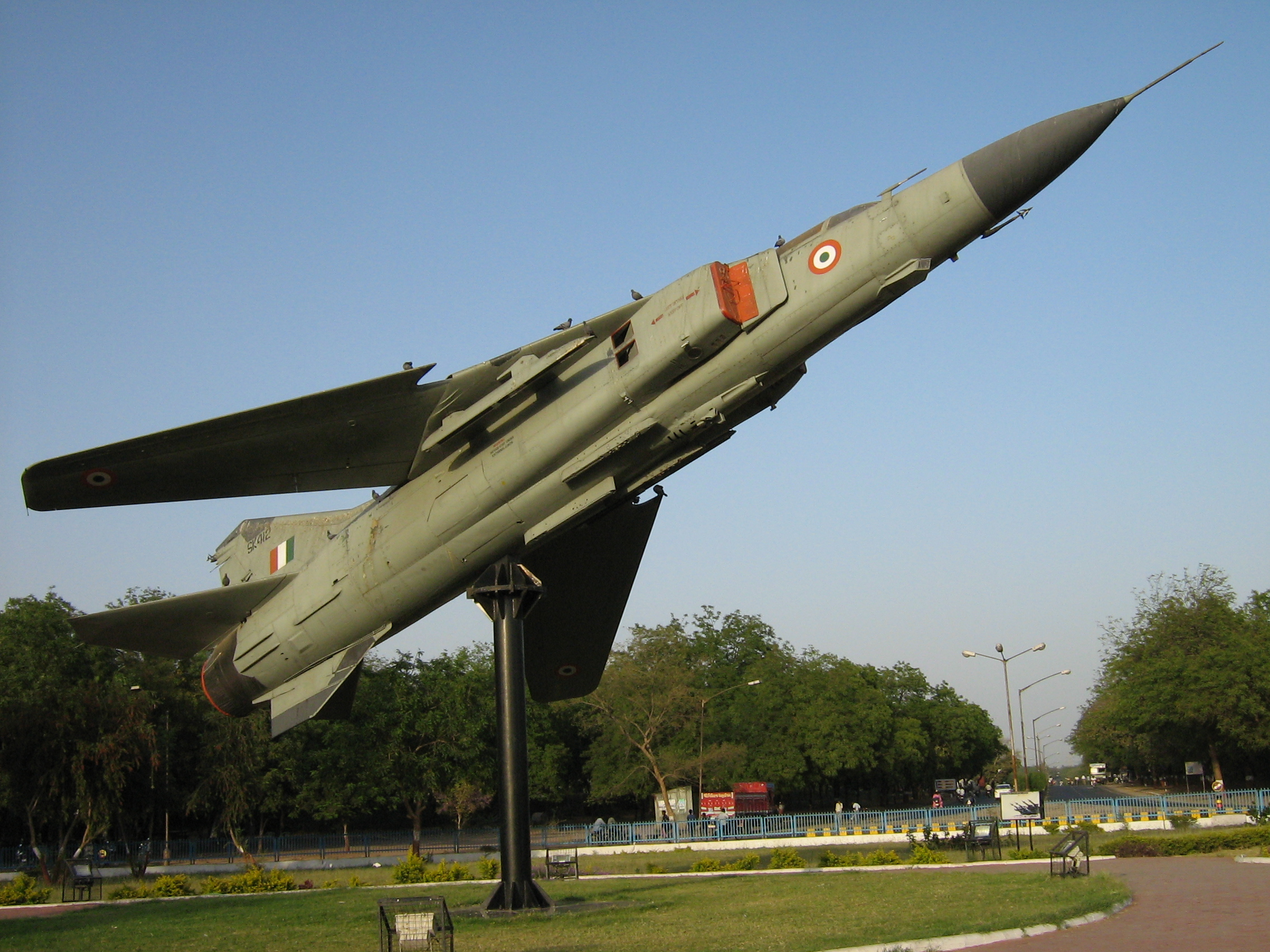
Indický MiG-23MF

- Angola
  - Angolské letectvo; ve službě 22 kusů verze MiG-23M/UB.
- Konžská demokratická republika
  - Letectvo Konžské demokratické republiky; 2 MiGy-23 ve službě v prosinci 2021, jednomístný i dvoumístný.[117]
- Etiopie
  - Etiopské letectvo; 7 MiGů-23BN/UB ve službě pro roli pozemního útoku. Záchytná varianta, MiG-23ML, byla stažena z provozu. Z 10 letadel byly na začátku 20. let 21. století sestřeleny dvě stíhačky a třetí byla sestřelena 23. června 2021 tigrajskou milicí a zbylo pouze 7 stíhaček stejného modelu[118]
- Kazachstán
  - Kazachstánské letectvo, tři stroje ve službě v roce 2021.[119]
- / Libye
  - Libyjské letectvo; v provozu 130 kusů MiG-23MS/ML/BN/UB (většina letadel je odstavena), Libyjské vzdušné síly byly v provozu do roku 2011. Po válce zpočátku minimálně 3 MiGy-23ML/UB ve službě, rozdělené mezi různé frakce. Čtyři ztraceny. Pouze jeden v provozu s Novým všeobecným národním kongresem, zatímco ostatní (např. s/n 453) mohly být způsobilé k letu oběma frakcemi.[120]
- Severní Korea
  - Severokorejské letectvo; v provozu 56 kusů MiG-23ML/UB.
- Súdán
  - Súdánské letectvo; 3 MiGy-23MS/UBs ve službě. Čtyři byly lokálně renovovány v roce 2016 po téměř 20 letech skladování. Jeden během testování ztracen.
- Sýrie
  - Syrské arabské vzdušné síly; 90 draků letadel MiG-23MS/MF/ML/MLD/BN/UB před syrskou občanskou válkou.
- Zimbabwe
  - Vzdušné síly Zimbabwe;[121] tři stroje MiG-23M/UB získány z Libye

### Bývalí
- Alžírsko; 40 MiGů-23BN objednáno v roce 1975, dodávky začaly v roce 1976.[122] 16 MiGů-23MF dodáno v roce 1982.[123] Poslední letouny dosloužily v roce 2008.[124]
- Bulharsko; od roku 1976 do vyřazení z provozu v roce 2004 sloužilo bulharskému letectvu celkem 90 MiGů-23. Přesný počet je: 33 MiG-23BN, 12 MiG-23MF, 1 MiG-23ML, 8 MiG-23MLA, 21 MiG- 23MLD a 15 MiG-23UB
- Československo
  - Československé letectvo od roku 1978 postupně obdrželo celkem 70 MiGů-23 všech variant. Do služby vstoupilo celkem 13 MiGů-23MF, 17 MiGů-23ML, 32 MiGů-23BN a 8 MiGů-23U.
- Česko
  - České letectvo; po rozpadu Československa zůstaly všechny MiGy-23 v českém letectvu. Slovensko se jich vzdalo, výměnou sdílelo polovinu MiGů-29. Vznikly plány na modernizaci strojů, včetně testování s francouzskými střelami Matra Magic. Poslední MiGy-23BN a MF byly nakonec vyřazeny ze služby v roce 1994, zatímco MiGy-23ML a UB v roce 1998.
- Východní Německo
  - Východoněmecké letectvo získalo 11 MiGů-23UB, 12 MiGů-23MF, 22 MiGů-23BN, 32 MiGů-23ML, 13 letounů bylo během služby ztraceno, 1 MiG-23S sloužil k pozemnímu technickému výcviku. Sloužily u JG-9 a JBG-37. V roce 1990 bylo do (západo)německého letectva převedeno 18 MiGů-23BN, 9 MiGů-23MF, 28 MiGů-23ML a některé MiGy-23UB. Po jednom stroji verze MF/ML/BN bylo testováno u WTD 61 v Manchingu, dvanáct kusů verze ML a jeden BN putoval do USA pro výcvik simulace nepřítele a jeden verze BN do Velké Británie. Zbytek získala muzea nebo byly sešrotovány.
- Egypt; používány, dokud se Egypt neobrátil k západním vládám. Šest MiGů-23BN/MS/UB bylo posláno do Číny výměnou za vojenskou techniku; Čína je použila k reverzní analýze MiGu-23 jako Q-6, ale protože Číňané nedokázali okopírovat motor R-29 a sestrojit spolehlivý dvouproudový motor, skončily jediné použité prvky MiGu-23 na variantě J-8II. Nejméně osm bylo převezeno do USA k testům.
- Indie
  - Indické letectvo provozovalo 95 MiGů-23BN/40 MiGů-23MF/19 UB.[125][126] Bitevní letoun MiG-23BN byl vyřazen 6. března 2009 a stíhač protivzdušné obrany MiG-23MF vyřazen v roce 2007. 14 cvičných MiG 23UB v provozu podle "World Air Forces 2020"
- Írán
  - 12 MiGů-23 přilétlo z Iráku v roce 1991, uskladněny.
- Irák
  - v iráckém letectvu sloužilo 93 BN/>18 MS/18 MF/54 ML/>4 UB; používal se až do pádu Saddáma Husajna[77]
- Kuba
  - Kubánské letectvo; poslední známý MiG-23ML/MF/BN/UB v provozu po roce 2010
- Maďarsko; sloužilo 16 MiGů-23 a byly vyřazeny v roce 1997; přesný počet je: 12 MiGů-23MF a čtyři MiGy-23UB (jeden z nich byl zakoupen v roce 1990 od sovětského letectva).
- Namibie
  - Namibijské letectvo; v provozu 2 kusy MiG-23.
- Pobřeží slonoviny
  - Vzdušné síly Pobřeží slonoviny;[127] koncem 90. let obdržely 2 kusy MiG-23MLD z Bulharska.
- Polsko
  - polskému letectvu bylo v letech 1979 až 1982 dodáno celkem 36 jednomístných MiGů-23MF a šest cvičných MiGů-23UB. Poslední z nich byly staženy ze služby v září 1999. Během tohoto období byly při nehodách ztraceny čtyři letouny.
- Rumunsko
  - v rumunském letectvu celkem sloužilo od roku 1979 do roku 2001 46 MiGů-23, ze služby byly staženy v roce 2003; přesný počet je: 36 MiG-23MF a 10 MiG-23UB.
- Rusko; přibližně 500, vše v záloze.
- Sovětský svaz
  - Sovětské letectvo
  - Vojska protivzdušné obrany
  - Sovětské námořní letectvo[128]
- Srí Lanka
  - Vzdušné síly Srí Lanky; v provozu jeden MiG-23UB, používán pouze na výcvik pilotů MiGu-27.
- Turkmenistán
- Uganda
- Ukrajina
- Uzbekistán

### Ostatní
- Čína: Čína obdržela některé exempláře z Egypta k testům a reverznímu inženýrství.
- Izrael: letoun syrského přeběhlíka byl rozsáhle testován izraelskými experty.[129]
- Jugoslávie: některé irácké stroje byly v době vypuknutí války v Iráku na generální opravě v Srbsku a zde i zůstaly.
- USA: několik strojů z Německa a Egypta bylo rozsáhle testováno americkým letectvem a používáno jako „agresoři“.[130]

## Nehody a incidenty

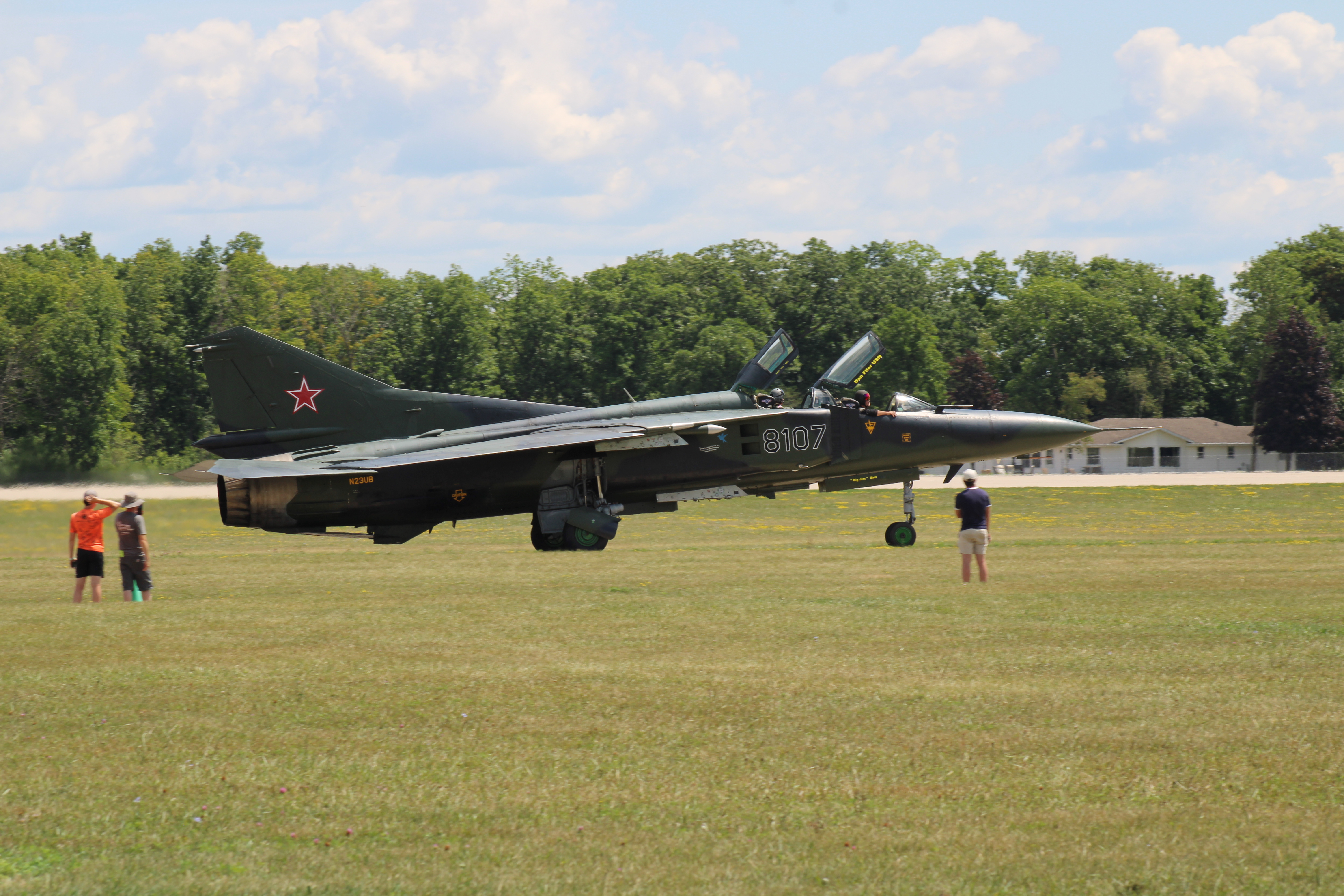
N23UB, MiG-23UB zapojený do havárie 13. srpna 2023 v EAA AirVenture Oshkosh dva týdny před nehodou

- 18. července 1980: tři týdny po nehodě letu Itavia 870 byly v pohoří Sila u obce Castelsilano v jižní Itálii objeveny trosky libyjského MiGu-23 a pozůstatky jeho pilota, asi 300 km (190 mil) od místa havárie letu 870.
- 26. dubna 1984: Generálporučík amerického letectva Robert M. Bond přišel na testovacím místě v Nevadě o život při havárii MiGu-23, který pilotoval.[131] V době neštěstí sloužil generálporučík Bond jako zástupce velitele Air Force Systems Command na letecké základně Andrews v Marylandu v USA.
- 4. července 1989: zbloudilý sovětský MiG-23M uletěl 900 km (600 mi) bez pilotáže poté, co se pilot krátce po startu katapultoval. Letoun nakonec narazil do domu v Belgii a zabil jednoho člověka.
- 22. prosince 1992: libyjský Boeing 727 se u Tripolisu srazil s MiGem-23 libyjského letectva, čímž zahynulo 157 lidí na palubě dopravního letadla
- 13. srpna 2023: MiG-23UB soukromého vlastníka havaroval během leteckého dne „Thunder Over Michigan“ v Ypsilanti při přeletu nad michiganským jezerem Belleville a dopadl na parkoviště obytného komplexu ve městě  Belleville. Oba piloti se katapultovali, dopad letounu způsobil materiální škody, ale nehoda se obešla bez obětí na zdraví či životech.[132]

## Specifikace (MiG-23MLD Flogger-K)
Data z Brassey's world aircraft & systems directory, 1996/97

### Technické údaje
- Posádka: 1; vystřelovací sedadlo Mikojan KM-1M
- Délka: 16,70 m
- Rozpětí:
  - maximální – rozložené: 13,965 m
  - minimální – složené: 7,779 m
- Výška: 4,82 m
- Nosná plocha:
  - rozložené: 37,35 m²
  - složené: 34,16 m²
- Hmotnost prázdného letounu:  9 595 kg
- Vzletová hmotnost: 14 840 kg
- Maximální vzletová hmotnost: 17 800 kg
- Pohonná jednotka: 1× proudový motor Chačaturov R-35-300 s přídavným spalováním, tah bez přídavného spalování 83,6 kN, s přídavným spalováním 127 kN

### Výkony
- Maximální rychlost: 2 445 km/h (ve výšce 12 500 m) – 1 350 km/h (u hladině moře)
- Dolet: 1 900 km čistý
- Bojový dolet:
  - 1 500 km (930 mi, 810 nmi) se standardní výzbrojí, bez přídavných nádrží
  - 2 550 km (1 580 mi; 1 380 nmi) se standardní výzbrojí a 3 x přídavnou nádrží na 800 l (210 US gal; 180 imp gal)
- Přeletový dolet: 2 820 km (1,750 mi, 1,520 nmi) s 3 x přídavnou nádrží na 800 l (210 US gal; 180 imp gal)
- Dostup: 18 300 m
- Stoupavost: 230 m/s
- Plošné zatížení: 420 kg/m²
- Tah / hmotnost: 0,88
- Délka vzletu: 500 m (1 600 ft)
- Délka přistání: 750 m (2 460 ft)

### Výzbroj
- 1× kanón GŠ-23L ráže 23 mm se zásobou 200 nábojů
- Dva závěsníky pod křídly a pod trupem s nosností 3 000 kg, na každém závěsníku může být umístěna protiletadlová řízená střela typu:
- R-23/24 (AA-7 „Apex“)
- R-60 (AA-8 „Aphid“)

- Novější stroje mohou nést i střely typu:
- R-27 (AA-10 „Alamo“)
- R-73 (AA-11 „Archer“)
- R-77 (AA-12 „Adder“)